# Litteraturhistoria
| Litteraturhistoria |
| --- |
| Slitna böcker, vanliga arbetsverktyg för litteraturhistoriker. - Typ – delområde inom litteraturvetenskapen - Betydelse – studerar troper, genrer och författares villkor - Relaterade begrepp – litteratur (dess utveckling), litteraturvetenskap |

Litteraturhistoria är ett område inom litteraturvetenskap som studerar förändringar i litterära troper och genrer, sätt att beskriva verkligheten och fiktiva världar, samt de villkor under vilka författare arbetat. Litteraturhistoria ligger därför nära såväl språkhistoria som kultur- och idéhistoria, men även storpolitiska händelser och personliga livsöden. Olika historiska perioder har därtill betonat olika delar hos litteraturen. Inom litteraturvetenskapen studeras framför allt historien för skönlitteratur, men även memoarer och reseskildringar. I denna artikel nämns dock även vissa facklitterära historiska milstolpar.
Litteraturvetenskap särskiljer olika litterära epoker, som ligger nära de epoker som finns inom övrig historieskrivning. Därför är gränserna flytande över olika geografiska områden. Några västerländska sådana är forntiden (fram till omkring 3000 f.Kr.), antiken (cirka 500 f.Kr. till 500 e.Kr.), medeltiden (cirka 500–1500-talen), renässansen (1400–1500-talen), barocken (1600-talet), klassicismen (mitten av 1600-talet till början av 1700-talet), upplysningen (1700-talet), romantiken (slutet av 1700-talet till mitten av 1800-talet), realismen och naturalismen (mitten av 1800-talet), modernismen (cirka 1900–1945) och postmodernismen (1945 och framåt).

## Den tidiga litteraturhistorien
Litteraturens historia är jämngammal med människans förmåga att kommunicera. De första litterära verken var muntliga och fördes vidare via muntlig tradering. Den äldsta muntliga litteraturen, som vi fått den förmedlad, framfördes på vers, där rytm och rim hjälpte berättare att minnas. Genom att jämföra berättelser som vandrat olika vägar fram till nedtecknandet kan man se, att berättelserna hållit sig förvånansvärt oförändrade genom många led av tradenter. Dock är det mycket svårt att datera många av de äldsta verken.

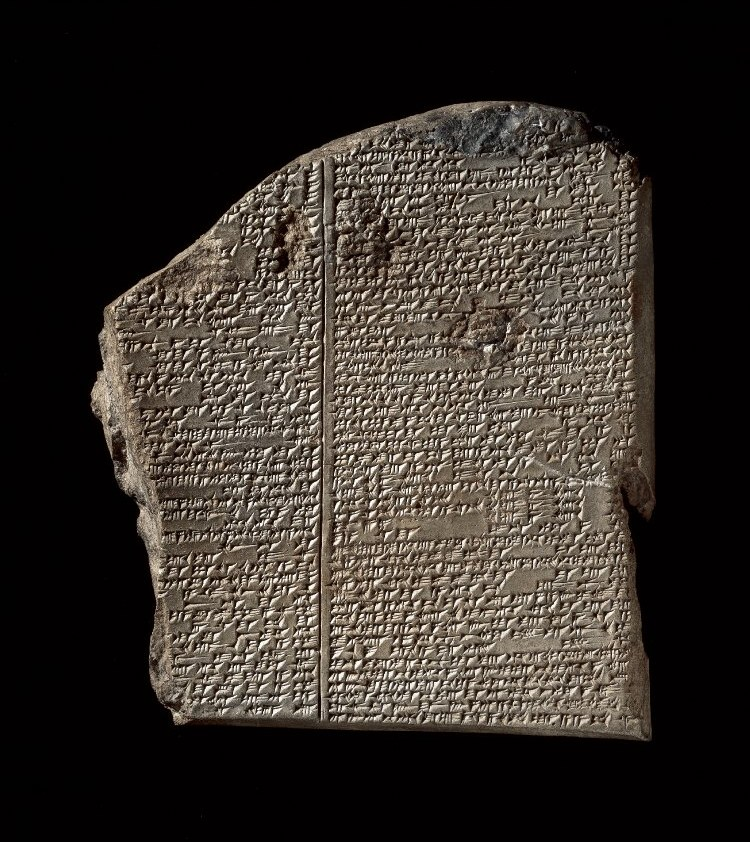
En del av Gilgamesheposet på en lertavla.

Muntlig berättartradition har spelat en stor roll i det subsahariska Afrika. Många språk saknade skriftspråk, och litteraturen, i form av myter, hjältesagor och sånger, fördes därför vidare muntligt av barder. I Västafrika kallas sådana barder grioter, och i södra Afrika imbongi. Den muntliga litteraturen är fortfarande levande på många ställen på kontinenten, speciellt i Västafrika. Barderna är framstående i samhällena, och yrket går ofta i arv.
Den muntliga litteraturen tar flera olika former, allt från små underfundiga epigram till stora epos, och sträcker sig från det vardagliga till det mytologiska. Traditionen är förstås olika från samhälle till samhälle, beroende på hur man har levat i samhällena. I de före detta stora rikena i Västafrika handlar litteraturen om rikets historia, och hyllar hjältar och härskare. Diktaren var en centralgestalt i dessa riken, eftersom han tolkade historien åt härskarna och legitimerade deras styre. I mindre, kommunalistiska samhällen uttrycker diktningen snarare samhörigheten mellan samhället, individen och naturen. Det muntliga framförandet sker i samspel med åhörarna, varför litteraturen är i ständig förändring. Berättelserna framförs ofta i sång. Sagorna är sedelärande och uppfostrande, och deras funktion är att bevara folkets historia, men också att roa.
Kolonialismen gjorde att den muntliga traditionen förlorade i betydelse, och god litteratur skulle skrivas på européernas språk. Den muntliga diktningen behandlades därför något styvmoderligt, och har inte på allvar nedtecknats och spridits till en bredare publik förrän på 1960-talet.

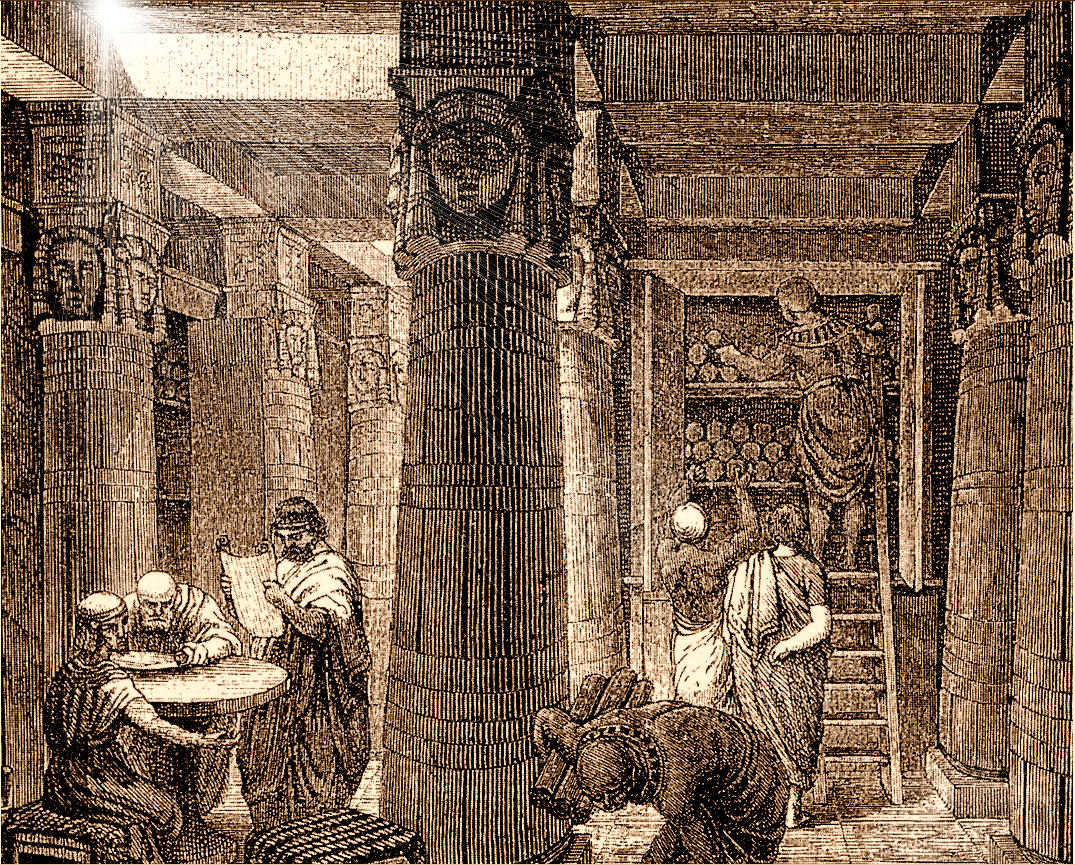
Biblioteket i Alexandria. Bilden skapad i efterhand.

Omkring 2100 f.Kr.–2000 f.Kr. uppstod skriftspråket och nedteckningar på lertavlor av till exempel Gilgamesheposet har bevarats, och senare även verk på papyrus. Gilgamesheposet räknas ibland som världens äldsta nedskrivna verk och kretsar kring kung Gilgamesh som letar efter ett sätt att återuppliva sin vän och göra sig själv odödlig. Verken skrevs med kilskrift. Flera av de andra bevarade verken från samma område är hjältehistorier.
Länderna i Nordafrika utvecklade tidigt skriftspråk. Redan i forntiden skrevs i Egypten litteratur på egyptiska med hieroglyfer. Litteraturen bestod framför allt av religiösa hymner till gudarna, men även världslig lyrik och berättelser. Under århundradena före Kristi födelse uppstod i Etiopien språket ge'ez, vars skriftspråk, även det kallat ge'ez, än i dag används för amhariska. Etiopien hade sin storhetstid under medeltiden, och från denna tid (slutet av 1200-talet till början av 1500-talet) härstammar landets berömda regentkrönikor.
Under 600-talet invaderade arabiska muslimer Nordafrika, och förde med sig sitt språk till regionen. Arabiseringsprocessen gick fort, och nordafrikanska författare skrev på arabiska dels poesi, dels vetenskaplig litteratur inom filosofi, teologi och naturvetenskap. Västafrika påverkades under medeltiden av araberna och övertog deras skriftspråk. Kejsaren Sundiata av Mali på 1200-talet var en stor vän av det arabiska språket, och uppmuntrade det vid sitt hov. Andra folk, som hausa, använde arabiskt alfabet till sitt eget språk, som dittills hade saknat skrift.
Bantuspråket swahili vid den östafrikanska kusten skrevs även detta ursprungligen med arabisk skrift. Ett av de äldsta exemplen på swahililitteratur är Idarus bin Othmans dikt Hamziya, som skrevs 1652 på ön Pate utanför nuvarande Kenyas kust. Dikten är en översättning av en egyptisk hyllningsdikt från 1200-talet.
Redan från och med 1600-talet förekom det även att afrikaner skrev på europeiska språk, men mycket av denna litteratur har egentligen inget med Afrika att göra. Några exempel finns dock, som Olaudah Equianos självbiografi Equiano's Travels: His Autobiography. The Interesting Narrative of the Life of Olaudah Equiano or Gustavus Vassa the African (1789), som skildrar slavhandeln i Afrika och livet som slav.
Exempel på forntida kända bibliotek är Ashurbanipals bibliotek i Nineve och biblioteket i Alexandria.

## Antikens litteratur

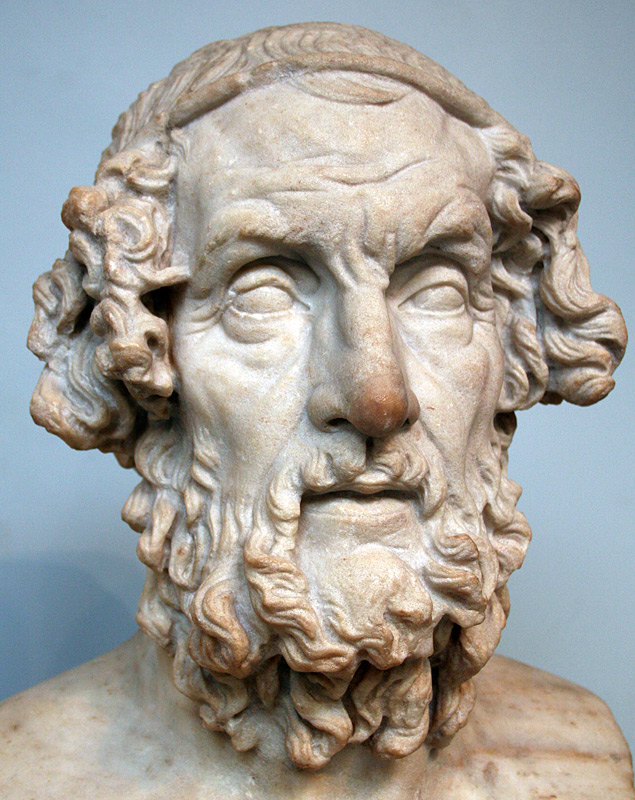
Byst av Homeros, som betraktas som en av de främsta författarna under antikens litteratur. Romersk kopia av förlorat grekiskt original.

Den förste store författaren om militära strategier var Sun Tzu vars bok Krigskonsten fortfarande anses vara en del av den litterära kanon. Under 500–400-talen f.Kr. skrev Konfucius och Lao Zi filosofiska verk som är väsensskilda från de västerländska motsvarigheterna.
Homeros episka Iliaden och Odysseen räknas ibland som inledningen på den grekiska antiken. Bland de övriga författare som lämnat spår under antiken finns pjäsförfattaren Aiskylos som införde dialogen och därmed uppfann dramat, Sofokles som med sin pjäs Kung Oidipus inlemmade ironi i berättandet, Euripides som använde sina pjäser för att föreslå samhällsförändringar, och Sapfo som kan sägas ha definierat den lyriska poesin.
I den antika grekiska kulturen fanns det ett förakt för skriften som gjorde att relativt få skrifter skrevs ned under den tiden, med några undantag (Platon, Aristoteles). "Författarna" var då muntliga berättare som återberättade andra berättares historier. Homeros var en av de första som skrev ned en traderad berättelse, men det tvistas i huruvida nedskrivare av traderade berättelser kan räknas som författare.
Litteraturen i form av codexboken är en relativt ny företeelse. Tidig litteratur var till största delen muntlig, dels eftersom papyrus och pergament var svåråtkomligt och dyrt, dels eftersom framförallt de antika grekerna såg ner på dels skrivandet men först och främst läsningen - vilket har framkommit bland annat genom Platons dialoger, såsom Faidros. I Jesper Svenbros Vägra läsa, vägra skriva redovisar Svenbro för hur studier av den klassiska grekiskans verbvokabulär visar på aversionerna mot läsningen som sådan, till den grad att grekerna aktivt motverkade en utvecklad läsfärdighet. Läsningen var helt enkelt till för slavarna, eftersom läsningen sågs som att underkasta sig det skrivna ordet, och därmed inte anstod en fri man. Detta gjorde även att greker som Pythagoras och Sokrates båda vägrade att skriva. Platon skrev endast med vetskapen att det enbart publicerades för hans utbildade akademi där ingen skulle kunna feltolka hans skrifter.
Ett av de tidigaste tryckta verken är den kinesiska Diamantsutran, en bokrulle från år 868.
Inom den del av litteraturen som numera kallas facklitteratur (tidigare fanns inga större skillnader mellan påhittat och dokumentärt material) införde Platon element av filosofi i sina skildringar av sin mentor Sokrates. Platons lärjunge Aristoteles utvecklade senare det vetenskapliga forskandet i litterär form och med sin Om diktkonsten utformade han en litterär teori som fortfarande används.

### Latinsk litteratur

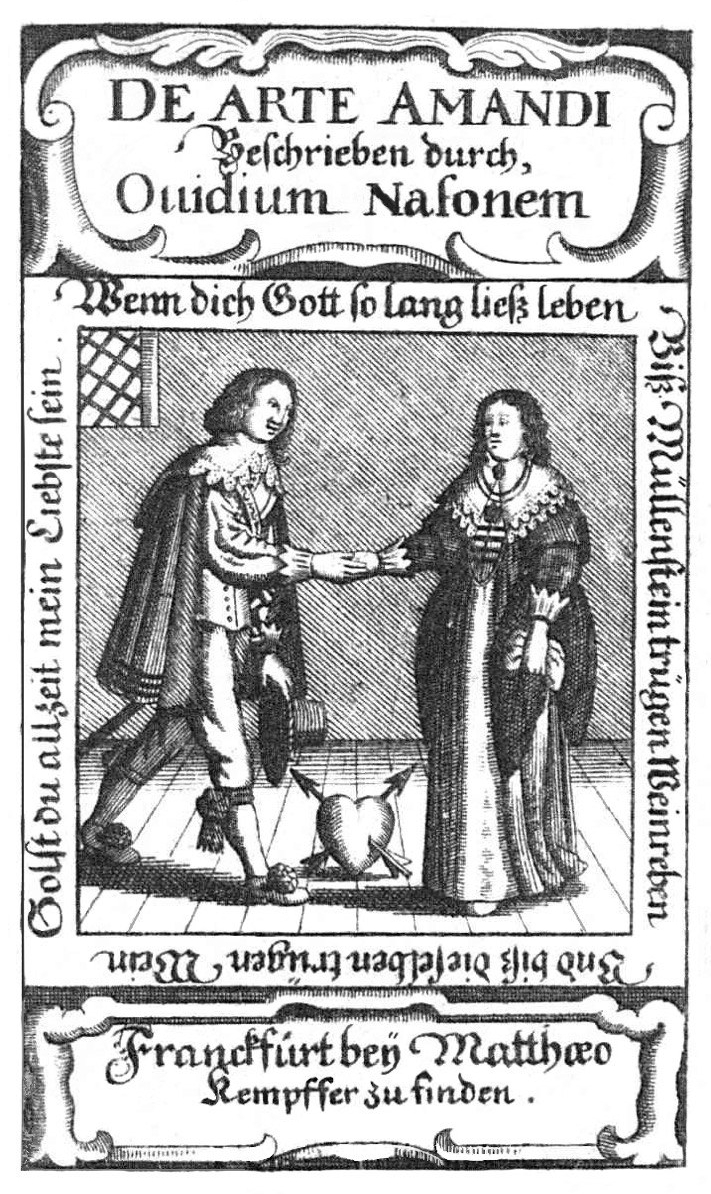
Poeten Ovidius Konsten att älska, här i en version från 1644.

Mycket av den latinska litteraturen (omkring 100 f.Kr. till omkring 500 e.Kr.) var variationer på de teman som antikens greker utformade. Nytt var dock Horatius införande av satiren som retoriskt grepp och Juvenalis utvecklade satiren till att bli ett vapen. Under 100-talet e.Kr. kom Nya testamentet som blev en mycket inflytelserik text under närmare 2 000 år.

## Medeltidens litteratur

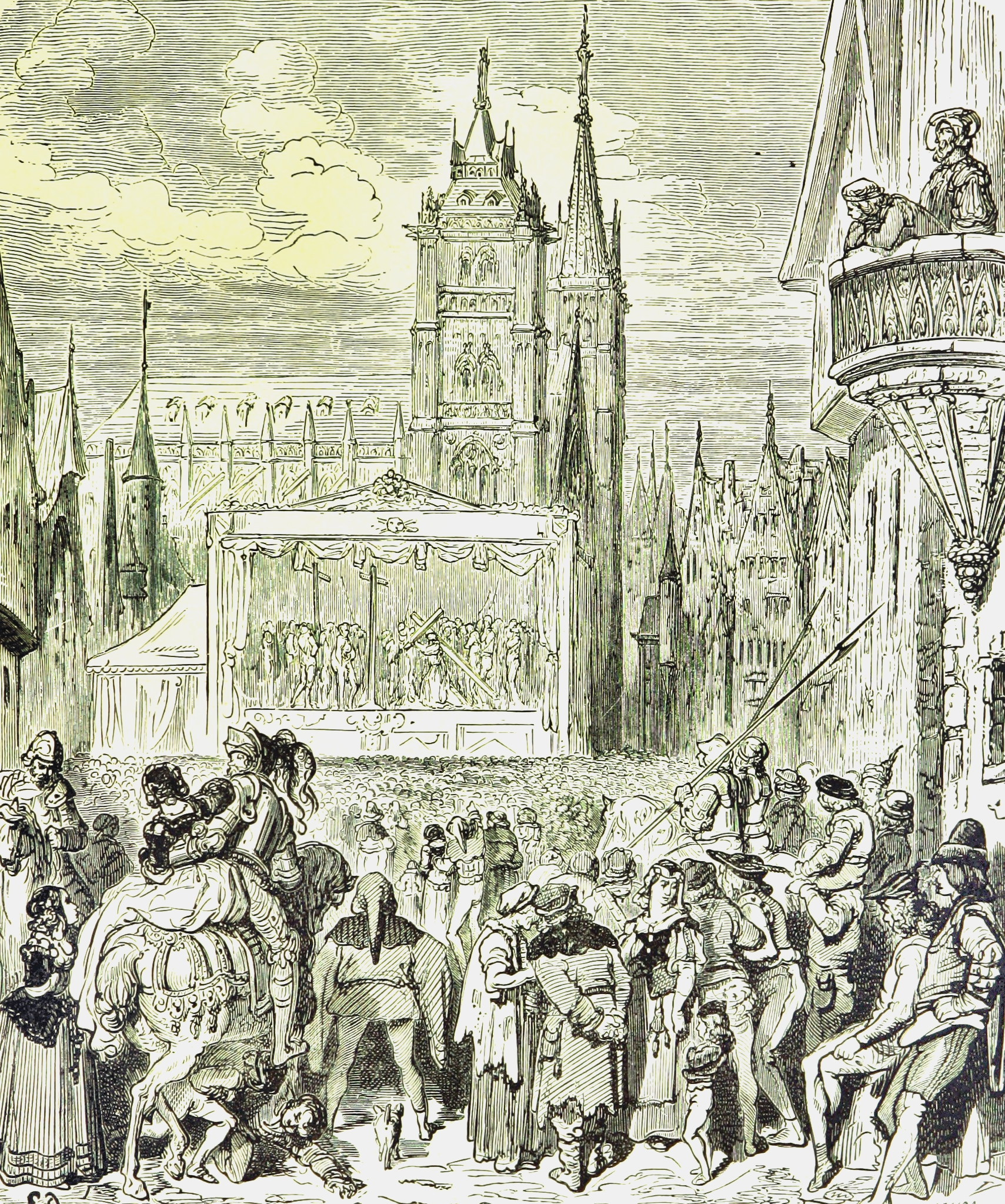
Mysteriespel i Flandern.

Medeltiden som period motsvarar omkring tusen år (ca 500–1500-talen). Perioden innehåller därför många olika sorters litteratur.
Den litteratur som producerades i England under medeltiden inkluderar episk poesi, hagiografi, predikningar, Bibelöversättningar, juridiska verk, krönikor och gåtor. Allt som allt finns det cirka 400 handskrifter bevarade från perioden. Beowulf är det mest kända verket i äldre engelska, och har uppnått status som nationalepos i England, trots att handlingen utspelar sig i Skandinavien. Den enda bevarade handskriften som innehåller verket är Nowellkodexen, vars exakta datering är oklar, men de flesta uppskattningar placerar den omkring år 1000. Verket anses ha skrivits någon gång mellan 700-talet och början av 1000-talet.
Under 800-talet uppstod två separata författarkretslopp, där det skrivna kretsloppet dominerades av klostervärlden och hovkulturer medan den muntliga berättartraditionen var stark. De nedskrivna verken från den här tiden är därmed först och främst religiösa, med undantag för Beowulf och Rolandssången av Chrétien de Troyes.
De äldsta bevarade tyskspråkiga skrifterna är fornhögtysk klosterlitteratur från denna tid. Verk med kristna såväl som germanska förkristna influenser producerades. Exempel är Hildebrandslied och Merseburgbesvärjelserna.
Den äldsta bevarade tyskspråkiga boken är den så kallade Codex Sangallensis 911 från omkring år 790, innehållandes bland annat ett exemplar av den latinsk-fornhögtyska ordboken Abrogans.
År 1140 publicerade benediktinermunken Geoffrey av Monmouth en historieskildring av England, inklusive flera redan spridda myter. Mest livaktig av dessa var den redan då existerande historien om kung Arthur som har omtolkats och återberättats i flera versioner.
Högmedeltiden betecknar en expansiv period i Europa, både befolkningsmässigt, ekonomiskt och kulturellt. Läskunnigheten hade börjat spridas och litteraturen uppvisade nu en allt större mångfald. Tyskan, vid den här tiden medelhögtyska, användes redan för religiösa texter, men med inspiration från Frankrike började man även skriva riddarlitteratur och episka verk på tyska. Från denna tid härstammar bland annat hjältediktning som Nibelungenlied. Dessförinnan hade Rolandssången översatts till tyskan, som Rolandslied.
Andra kända verk från denna tid är Tristan och Isolde av Gottfrid från Strassburg och inte minst verk som utspelar sig kring Kung Artur och Riddarna av Runda Bordet, som Parzival av Wolfram von Eschenbach och Hartmann von Aues båda verk Erec och Iwein.
Omkring år 1343 föddes författaren, filosofen, diplomaten och poeten Geoffrey Chaucer. Han var inspirerad av italiensk diktning, såsom de av Petrarca och Boccaccio. Hans eget verk, Canterburysägner, var skrivet i samma stil och anses vara en milstolpe inom den engelskspråkiga litteraturen. I och med detta verk kom man att överge den tidigare förhärskande allittererade versen och övergå till rimmad vers. Vissa anser till och med att Canterburysägner var det första verket skrivet på engelska.
Under medeltiden kan dramer på de lokala språken i Europa ha kommit från iscensättningar av liturgin. Mysteriespel presenterades på trappor framför katedraler eller av kringvandrande skådespelare på helgonfestdagar. Mirakel- och mysteriespel, tillsammans med moraliteter (eller "interludier"), utvecklades senare till mer avancerade former av drama, sådana som man kunde se på de elisabetanska scenerna.
Under denna tid startade den process inom kyrkan där lärornas kärna alltmer började granskas och diskuteras och under 1500-talet utmynnade i reformationen. Under 1300-talet började pappersproduktionen ta fart i Tyskland, vilket gav betydligt billigare skrivmaterial än det annars använda pergamentet, och under 1400-talets första hälft började man trycka böcker med träblock, så kallade blockböcker. Utvecklingen av ytterligare nya tryckmetoder ledde till ett slags medierevolution i övergången till en ny och mer expansiv period.

## Renässansens litteratur
Renässansen brukar sägas omfatta perioden 1400–1500-tal.
Det råder stor osäkerhet om vilken som är den första romanen. Några av de verk som nämnts är Don Quijote av Cervantes (från 1605) och Genji monogatari av Murasaki Shikibu (från omkring 1010).
Först under Renässansen i Italien blev författandet mer allmängiltigt, och det var också där de första författarna i mer egentlig mening uppstod, såsom Dante Alighieri (1265–1321) och Francesco Petrarca (1304–1374). Den stora förändringen kom dock med tryckkonsten under 1400-talet, och för första gången började författare nu framträda med sina namn på verken. Under 1400-talet påbörjades en större omdaning av litteraturen i och med Gutenbergs förbättring av tryckpressen. Tillsammans med ett större intresse för den klassiska litteraturen, och ett minskat förakt för det engelska språket (de flesta vetenskapliga verk, såsom Thomas Mores Utopia, 1560, skrevs på latin), skulle det få avsevärd betydelse för det som senare har kallats renässansen.
Reformationen inspirerade produktion av liturgi på folkspråket, något som ledde till Den allmänna bönboken (1549) som fick ett bestående inflytande på det litterära språket. Renässansen i England var en kulturell och konstnärlig rörelse som pågick från slutet av 1400-talet till 1600-talet, och som inleddes i Italien under 1300-talet. Som de flesta länder i norra Europa, såg England mycket lite av den utvecklingen förrän mer än ett sekel senare. Renässansens stil och idéer tog lång tid på sig att tränga in i England, och den elisabetanska eran under den andra hälften av 1500-talet brukar ses som kulmen av den engelska renässansen.

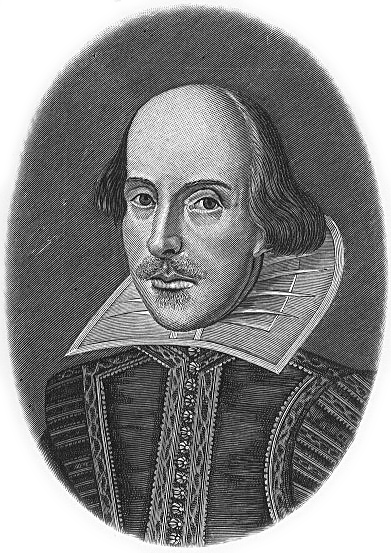
William Shakespeare, som skrev dramer och lyrik, betraktas alltjämt som en av världens främsta författare.

Drottning Elisabet I:s tid som regent präglades av en större ökning av antalet verk på engelska, inklusive dramatik och poesi. Christopher Marlowe och hans samtida, William Shakespeare, satte upp pjäser med brett publikt intresse. Av dem betraktas numera Shakespeare som den störste. Av hans 38 dramer, inklusive Hamlet, Romeo och Julia, Kung Lear, Macbeth och Mycket väsen för ingenting, spelas flertalet fortfarande. Andra författare från den perioden är John Milton, John Donne, och Katherine Philips.
Bland de tidigaste elisabetanska pjäserna märks Gorboduc (1561) av Sackville och Norton samt Thomas Kyds (1558–1594) Den spanska tragedin (1592). Gorboduc är särskilt anmärkningsvärt eftersom det är det första versdramat på engelska som använde blankvers, och eftersom det utvecklade element från tidigare moraliteter och tragedier i Senecas anda, i den riktning som skulle följas av senare dramatiker. Den spanska tragedin är en elisabetansk tragedi skriven av Thomas Kyd mellan 1582 och 1592; en tragedi som var populär och inflytelserik på sin tid, och skapade en ny genre i engelsk teater, hämnddramat.
De flesta författare arbetade dock med stöd av mecenater, och hade då bland sina uppgifter att skriva hyllningsverk, födelsedagsmeddelanden eller epitafer men var ganska begränsade. Under sena 1500-talet började författare kunna lösgöra sig från sina mecenater med bokhandlarnas framväxt, och marknadsorienteringen blev mer framträdande i författaryrket. Detta gjorde även yrket friare (även om censuren fortfarande var stark). Många var även statligt anställda och klarade sig därmed också utan en mecenat: exempel i Sverige är Bellman och Olof von Dalin.
Codexboken fick sitt inträdande bland annat med Gutenbergs boktryckarkonst, med rörliga typer istället för fasta tryckplåtar. Från att ha varit en ganska dyr vara, sjönk priset. Därefter har boken fått olika former: olika inbindningar, format och papperskvalitet. Halvfranska band och andra skinninbindningar var vanliga ända fram till mitten av 1900-talet.
Med den nya tekniken kom en dramatisk ökning av litteraturens tillgänglighet. Det var stor efterfrågan på folkliga berättelser, som ofta trycktes i böcker utan namngiven författare, som så kallade folkböcker. Så kom 1510–1511 de första tryckta berättelserna om figuren Till Eulenspiegel. En ny och populär mytisk figur under 1500-talet var Faust, vars historia första gången kom i tryck i folkboken Historia von D. Johann Fausten 1587.
Tidens ifrågasättande inställning, tillsammans med det tryckta ordets ökade tillgänglighet, bidrog till att reformationen nu fick fart. Utgivningen av Martin Luthers tyska översättning av Nya testamentet 1522 och av hela Bibeln, Luther-Bibeln, 1534, fick stor spridning och samtidigt stort inflytande på tyska språket.

## Barockens litteratur
Barocken brukar omfatta hela eller delar av 1600-talet.

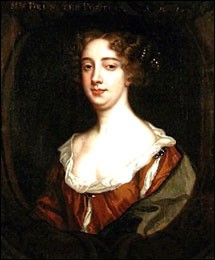
Aphra Behn, en av de första yrkesförfattarna.

Det viktigaste prosaverket i början av 1600-talet var King James Bible. Det var ett av de mest omfattande översättningsprojekten i engelsk historia fram till dess. Översättningen påbörjades 1604 och avslutades 1611. Det blev standardbibeln för den engelska kyrkan. John Dryden (1631–1700) var en inflytelserik brittisk poet, litteraturkritiker, översättare och dramatiker som dominerade i det litterära livet under restaurationens England till en sådan grad att den perioden i litterära cirklar kom att bli känd som Drydens era. Han etablerade en särskild versform, den heroiska kupletten som blev vanlig i den engelska poesin.
Det är omöjligt att avgöra när romanen började skrivas på engelska. Men längre skönlitterära verk och fiktiva biografier började särskilja sig från andra former i England under restaurationseran. Traditionen med kärleksromaner som redan fanns i Frankrike och Spanien blev populär i England. En av de viktigaste personerna för framväxten av romanen under restaurationen är Aphra Behn, som skrev Oroonoko (1688), och som inte bara var den första professionella kvinnliga författaren, utan även kan ha varit en av de första professionella författarna i England oavsett kön.
Efter reformationens samhällsomvälvningar och motreformation med stridigheter som under 1600-talet kulminerade i Trettioåriga kriget, samtidigt som ny vetenskap rubbade tidigare grundläggande kunskaper, växte barockens litteratur fram. Nu blev livets förgänglighet ett vanligt tema, förhöjd livskänsla stod bredvid dödsångest, carpe diem bredvid memento mori, antiteser och paradoxer användes flitigt, liksom långsökta metaforer. Språkmedvetenheten var stor och flera sällskap startades för att förädla tyskan och höja dess status till samma nivå som franskans och latinets.
Till barockens viktigaste författare kan räknas Christian Hofmann von Hofmannswaldau och Daniel Caspar von Lohenstein, liksom Hans Jakob Christoffel von Grimmelshausen, författaren till Simplicissimus.
Fabler blev under denna tid mer populära och den utomkyrkliga teatern (inspirerad av kyrkliga skådespel) växte fram som genre.

## Upplysningens litteratur
Upplysningen och dess litteratur (1700-talet) innebar ett ökat antal nationalistiska episka verk och filosofiska traktat.
Under 1700-talet återspeglade litteraturen upplysningens världsbild: ett rationellt och vetenskapligt förhållningssätt till religiösa, sociala, politiska och ekonomiska frågor som förespråkade en sekulär uppfattning av världen och som gav en allmän känsla av framsteg. Utvecklingen leddes av filosofer, som hade inspirerats av upptäckter under det föregående seklet av forskare som Isaac Newton och av texter av exempelvis René Descartes, John Locke och Francis Bacon. Filosoferna strävade efter att upptäcka universellt giltiga principer för mänskligheten, naturen och samhället. De attackerade andliga men även vetenskapliga auktoriteter, dogmatism, intolerans, censur, och ekonomiska och sociala begränsningar.
Jonathan Swift, författare av satiren Gullivers Resor, dominerade inom brittisk prosa. I Ett anspråkslöst förslag och Drapier-breven, försvarade Swift motvilligt det irländska folket från kolonialismens rov. Detta ledde till kravaller och gripanden, men Swift, som inte hade mycket till övers för irländska katoliker, var upprörd över de övergrepp han såg.

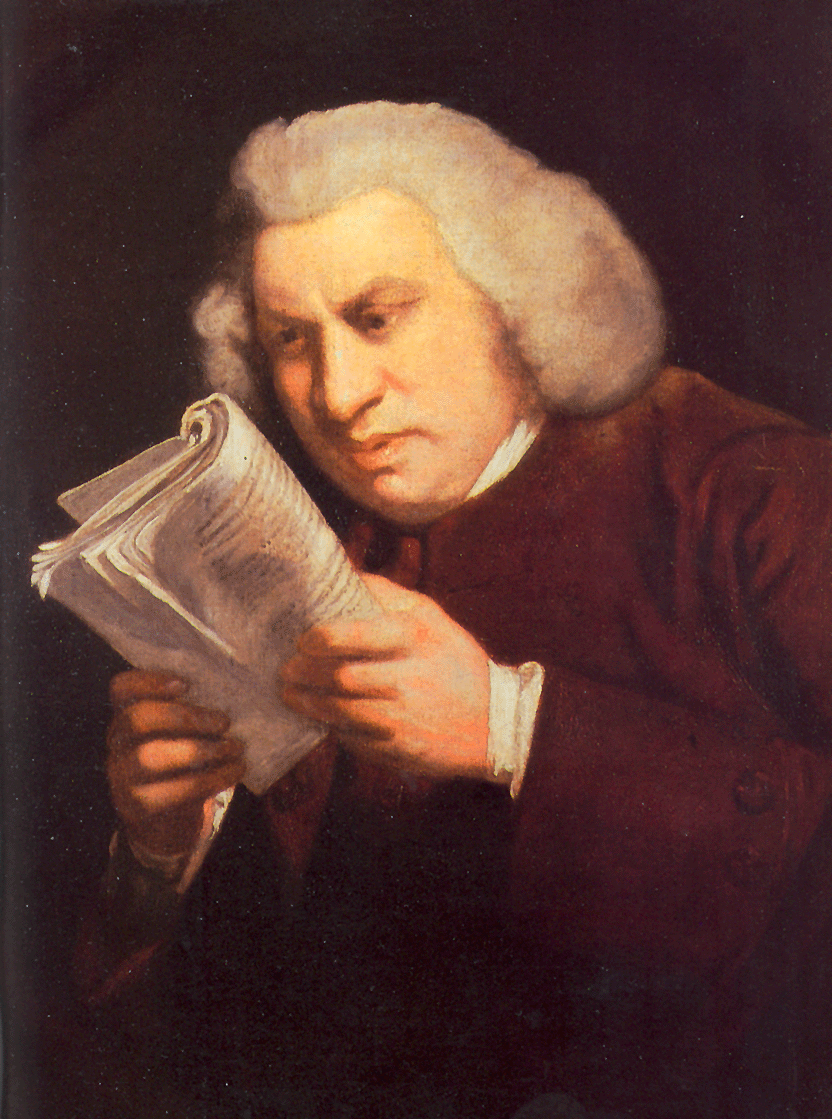
Samuel Johnson, en av de första yrkesförfattarna.

Denna period beskrivs också ibland som "Johnsons era". Samuel Johnson (1709–1784), ofta kallad Dr Johnson, var en engelsk författare som gjorde bestående bidrag till engelsk litteratur som poet, essäist, moralist, litteraturkritiker, biograf, redaktör och lexikograf. Johnson har beskrivits som "den utan tvekan mest framstående lärde i engelsk historia". Efter nio års arbete publicerade Johnson A Dictionary of the English Language 1755, och boken fick en långtgående effekt på modern engelska och har beskrivits som "en av de största enskilda forskarbedrifterna någonsin."
Upplysningstidens litteratur var mer riktad till borgarskapet, på så vis att furstar och kyrkan inte längre stod lika mycket i centrum eller gavs samma auktoritet som under föregående period. Det handlade nu mycket om bildning och förnuft, litteraturen var gärna uppfostrande och samtidigt manande till självständighet. Medan humanismen under 1400- och 1500-talen intresserat sig huvudsakligen för den romerska antiken, fick nu den grekiska antiken en renässans.
En särskilt populär författare under den tidiga upplysningstiden var Christian Fürchtegott Gellert.
Betydande utländska influenser kom från tyskarna Goethe, Schiller och Schlegel samt från den franske filosofen och författaren Jean-Jacques Rousseau (1712–1778). Edmund Burkes Filosofisk undersökning av ursprunget till våra begrepp om det sublima och det sköna (1757) utgjorde ett annat viktigt inflytande. Det förändrade landskapet, till följd av industri- och jordbruksrevolutionerna, påverkade ytterligare framväxten av den romantiska rörelsen i Storbritannien.

## Romantikens litteratur
Romantiken och dess litteratur (slutet 1700-tal–mitten 1800-tal) har använt sig av exotism och känslor som viktiga inslag. Den romantiska perioden sammanföll med stora sociala förändringar i England och Wales – avfolkningen av landsbygden och den snabba utvecklingen av överfulla industriella städer som ägde rum under perioden mellan ungefär 1750 och 1850. Förflyttningen av så många människor i England var resultatet av främst två omständigheter: den agrara revolutionen (som innebar att mark inhägnades, den så kallade ”enclosure-rörelsen”) fördrev arbetarna från landsbygden, och den industriella revolutionen som gav dem anställning. Romantiken kan ses delvis som en reaktion på den Industriella revolutionen, men också som en revolt mot de aristokratiska, sociala och politiska normerna som upplysningen hade inneburit, likaväl som en reaktion mot den vetenskapliga rationaliseringen av naturen. Den franska revolutionen var en särskilt viktig influens på det politiska tänkandet hos många av de romantiska poeterna.

### Sturm und Drang

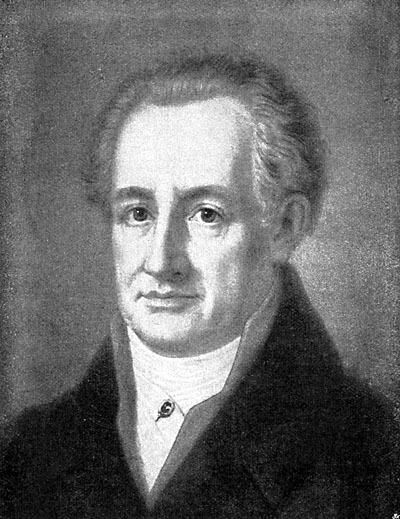
Johann Wolfgang von Goethe, en av tyska språkets främsta författare.

Sturm und Drang (storm och trängtan)-rörelsen hade sina rötter i rokokon och gjorde så småningom uppror mot upplysningens rationalitetsideal. Nu lades en mer radikal tyngdpunkt på individens känslor. Det växte fram en stark genikult, där hjälten var självförverkligande och satte sina egna regler. Johann Wolfgang von Goethe och Friedrich von Schiller var två viktiga författare vars första betydande verk var i Sturm und Drangs anda. Goethes Den unge Werthers lidanden från 1774 är ett av de mest kända verken från denna period.
Sturm und Drang och inte minst Goethes verk, även från den Weimarklassicistiska perioden, blev betydande inspirationskälla för den tyska romantiken.
Exempel på författare under den tidiga romantiken är August Wilhelm Schlegel, Friedrich Schlegel, Wilhelm Heinrich Wackenroder, Ludwig Tieck och Novalis, pseudonym för Friedrich von Hardenberg. Under denna period bildade Jena och tidskriften Athenäum centrum för romantiken.
Även bröderna Jacob och Wilhelm Grimm kan räknas hit.
Från omkring 1810 hamnade Berlin i senromantikens centrum, med författare som bland andra E. T. A. Hoffmann och Adelbert von Chamisso. Andra namnkunniga författare under senromantiken var Joseph von Eichendorff och Heinrich Heine.

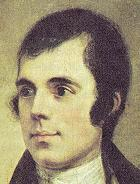
Robert Burns.

### Burns och andra brittiska poeter
Robert Burns (1759–1796) var en pionjär inom den romantiska rörelsen, och efter sin död blev han en kulturell ikon i Skottland. Poeten, målaren och gravören William Blake (1757–1827) var en annan av de tidiga romantiska poeterna. Blake var i stort sett okänd under sin livstid, men anses numera vara en av portalgestalterna i den romantiska poesin och måleriets historia. Bland hans viktigaste verk är Songs of Innocence och Songs of Experience (1789 respektive 1794) "och djupgående och svåra ’profetior’" som exempelvis "Jerusalem" (1804–ca 1820).
Efter Blake var några av de tidigaste romantiker de så kallade sjöpoeterna, däribland William Wordsworth (1770–1850), Samuel Taylor Coleridge (1772–1834), Robert Southey (1774–1843) och journalisten Thomas de Quincey (1785–1859). Men vid den tiden var Walter Scott (1771–1832) den mest kände poeten.
Den andra generationen romantiska poeter omfattar bland andra Lord Byron (1788–1824), Percy Bysshe Shelley (1792–1822) och John Keats (1795–1821). Byron var dock fortfarande påverkad av 1700-talets satiriker och var kanske den minst ”romantiske” av de tre, och han föredrog "den briljanta kvickheten hos Pope framför det han kallade sina romantiska samtidas 'felaktiga poetiska system’”. Byron uppnådde enorm berömmelse i och utövade stort inflytande på hela Europa. Goethe kallade Byron för ”vårt århundrades otvivelaktigt största geni”.

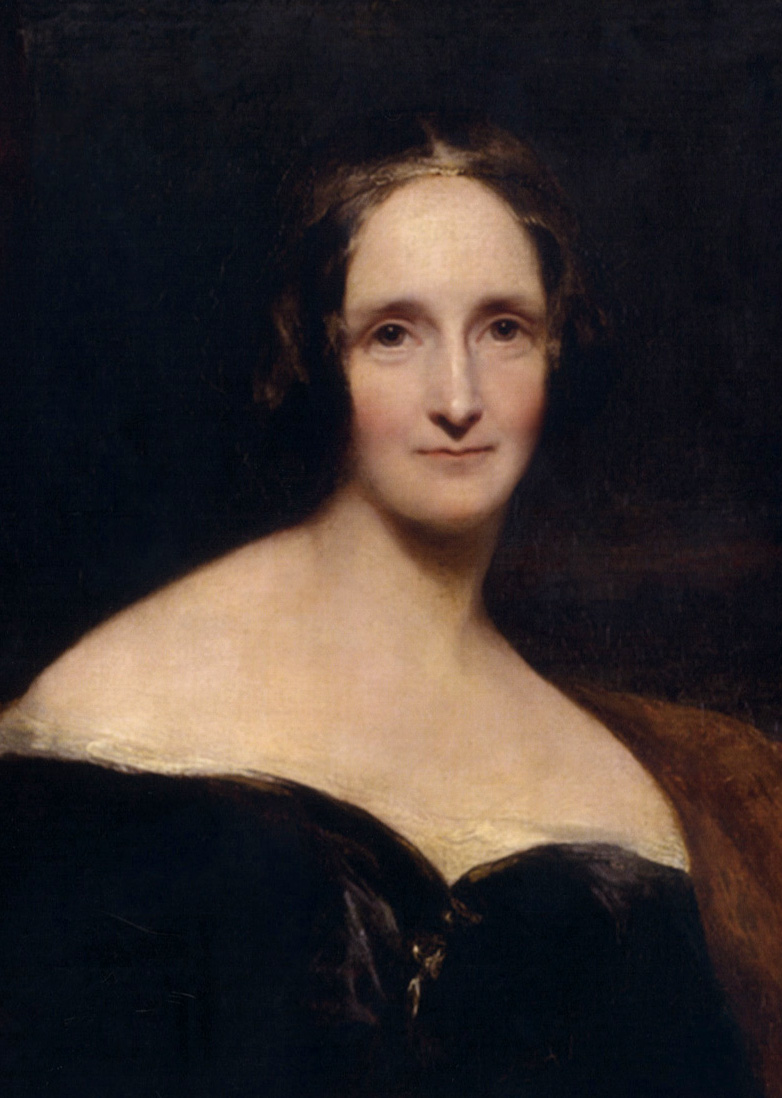
Mary Shelley.

### Gotiken
Mary Shelley (1797–1851) är ihågkommen främst som författare av Frankenstein (1818).
Jane Austens verk kritiserar de sentimentala romanerna som gavs ut under den andra hälften av 1700-talet och de utgör en del av övergången till 1800-talets realism. Hennes intriger, i romaner som Stolthet och fördom (1813) och Emma (1815), är i grunden komiska, men belyser kvinnors beroende av äktenskapet för att kunna säkra sin sociala status och ekonomiska trygghet.
Den romantiska gotiska litteraturen gjorde sin entré i Amerika tidigt med Washington Irvings The Legend of Sleepy Hollow (1820) och Rip Van Winkle (1819). Det finns pittoreska beståndsdelar i Washington Irvings essäer som är lokalfärgade och det gäller särskilt hans reseböcker. År 1823 utkom den produktive och populäre författaren James Fenimore Cooper (1789–1851) med den första av sina historiska romaner om livet i Vilda västern och bland de nordamerikanska indianerna. Edgar Allan Poes skräckberättelser som först utgavs i början av 1830-talet, och hans poesi, var mer inflytelserika i Frankrike än på hemmaplan.
Yrket författare som vi ser det har inte existerat särskilt lång tid. Med några få undantag, såsom Aphra Behn i mitten på 1600-talet är det på 1700- och 1800-talen som författare med ambitioner att skapa konstnärliga verk har kunnat försörja sig på sitt värv. Industrialismens övergång till en billigare och effektivare bokproduktion och den ökade läskunnigheten gjorde att fler böcker såldes, vilket ledde till ökad efterfrågan av olika typer av författare för att passa olika typer av läsare. Det i sin tur ledde till att det skrevs en oerhörd mångfald av böcker. Dessutom växte salongerna fram och akademier bildades runt om i världen, såsom Kungliga svenska vitterhetsakademin 1753 och Svenska Akademien 1786, som stödde författarna. Framväxten av den borgerliga medelklassen utökade efterfrågan på böcker, dels på grund av en ökad läskunnighet, dels på grund av ekonomiska möjligheter.
Som den första yrkesförfattaren brukar britten Samuel Johnson nämnas, som avböjde ekonomiskt stöd 1755 då han trodde sig kunna försörja sig på sitt författande. Med kapitalismens framväxt under 1800-talet blev boken allt mer en kommersiell vara, och författare som Carl Jonas Love Almqvist brukar därifrån kallas den första svenska yrkesförfattaren. De första kvinnliga marknadsförfattarna dök även upp under den här tiden - författare som skrev för en bred publik med texter som sålde i stora upplagor. De första uppträdde redan under 1700-talet, och i Sverige är bland andra Hedvig Charlotta Nordenflycht och Anna Maria Lenngren exempel på detta. Under 1800-talet blev de fler, och även om författarna i salongerna och akademierna var män framträdde ett gäng stora kvinnliga författare med Sophie von Knorring, Fredrika Bremer och Emilie Flygare-Carlén fram. De kvinnliga marknadsförfattarna har dock i olika hög grad glömts bort, mycket på grund av det marknadsinriktade i deras verk snarare än kvalitet. Situationen skilde sig dock något åt i Frankrike, där kvinnor hade en mer framträdande roll i salongskulturen.
Kommersialiseringen och kapitalismen till trots trädde myten om den unikt genialiske konstnärssjälen i samhällets utkant fram, och författaren förväntades stå utanför kraven från det konventionella samhället. Dessa krav kom ofta från salongerna, och är en bild som i mångt och mycket lever kvar av författaren. Det var dock svårt att klara sig ekonomiskt med ett leverne enligt myten – några få exempel är Lord Byron och Erik Johan Stagnelius, men de andra stora samtida svenska författarna, däribland Erik Gustaf Geijer och Esaias Tegnér var båda delar av den borgerliga offentligheten.
1812 fick Sverige sin första författarrätt som erkände det litterära verket som konstverk, vilket etablerade termen "verkförfattare", vilket både medförde skillnader i inkomster och ekonomiska förutsättningar samt de estetiska idealen – romantiken började träda fram. Med Sveriges Författarförbund och andra starka krafter har professionaliseringen klargjort tydligare skillnad mellan "riktiga författare och de som inte ansågs vara det".

## Realismen och naturalismens litteratur

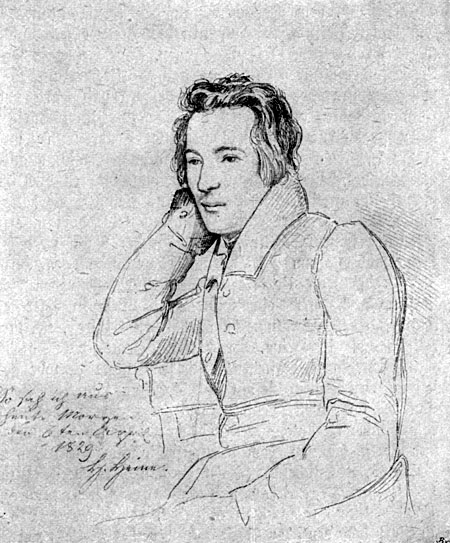
Heinrich Heine.

Från omkring mitten av 1800-tal inleddes två nya -ismer, nämligen realismen och naturalismen med målet att undersöka vad som var verkligt.
Det var under den viktorianska eran (1837–1901) som romanen blev den ledande litterära genren på engelska. Kvinnor spelade en viktig roll för romanens stigande popularitet både som författare och som läsare. Månatliga följetonger av skönlitterära verk uppmuntrade också till romanens ökning i popularitet, ytterligare hjälpt av en kombination av ökad läs- och skrivkunnighet, tekniska framsteg i form av tryckpressar, och bättre förutsättningar för distribution. Kringresande bibliotek som tillät personer att mot en årlig prenumerationsavgift låna böcker, var ytterligare en faktor som bidrog till romanens ökande popularitet.

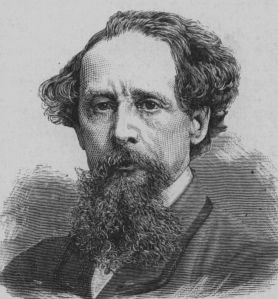
Charles Dickens.

Charles Dickens (1812–1870), som gjorde debut på den litterära scenen i slutet av 1830-talet, blev sannolikt den mest kände romanförfattaren någonsin inom den engelska litteraturen. Dickens satiriserade våldsamt om olika aspekter av samhället, inklusive fattighus i Oliver Twist och brister i det juridiska systemet i Bleak House, En tidig rival till Dickens var William Makepeace Thackeray (1811–1863), som under den viktorianska perioden var Dickens främste konkurrent, men Thackeray är nu nästan uteslutande känd för Fåfängans marknad (1847). Brontë-systrarna, Emily, Charlotte och Anne, var några andra betydande författare under 1840- och 1850-talen. Emily Brontës (1818–1848) enda publicerade roman var Wuthering Heights, och Julia Gardiner menade att "den livfulla sexuella passionen och kraften i dess språk och bildspråk imponerade, förvirrade och förskräckte kritikerna," och förledde den viktorianska allmänheten och många av de tidiga kritikerna att tro att den hade skrivits av en man. Jane Eyre (1847) är Charlotte Brontës mest kända verk.
Trots att det första moderna fantasyverket kan vara John Ruskins King of The Golden River (1841), anses historien om den moderna fantasygenren ofta börja med George MacDonald, den inflytelserike författaren av Prinsessan och de underjordiska och Phantastes (1858). Wilkie Collins brevroman Månstenen (1868), anses i allmänhet vara den första deckaren på engelska.
Robert Louis Stevenson (1850–1894) var en viktig skotsk författare verksam i slutet av 1800-talet, och han skrev bland annat Dr Jekyll och Mr Hyde (1886) och den historiska romanen Kidnappad (1886). H. G. Wells (1866–1946) författarkarriär började på 1890-talet med science fiction-romaner som Tidsmaskinen (1895), och Världarnas krig (1898). Den senare beskriver en invasion av den sena viktorianska England av marsmänniskor, och Wells ses, tillsammans med fransmannen Jules Verne (1828–1905), som en viktig person i utvecklingen av science fiction-genren. Han skrev också realistisk skönlitteratur om den lägre medelklassen i romaner som Kipps (1905).
Amerikansk realistisk litteratur tog sin början på 1870-talet med verk av Mark Twain, William Dean Howells och Henry James. Mark Twain (pseudonym för Samuel Langhorne Clemens, 1835–1910) var den första stora amerikanska författare som var född någon annanstans än på östkusten – då på gränsen till delstaten Missouri. Hans mästerverk blev romanerna Tom Sawyers äventyr (1876) och Huckleberry Finns äventyr (1884). Twains stil kom att förändrade amerikanernas sätt att skriva. Hans rollfigurer talar som riktiga människor och producerar ljud som är typiskt amerikanska, genom att Twain låter dem tala lokala dialekter och bruka nyuppfunna ord.

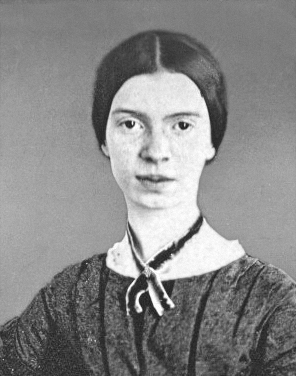
Emily Dickinson.

Amerika har också producerat stora poeter under 1800-talet, som Emily Dickinson (1830–1886) och Walt Whitman (1819–1892). USA:s två största 1800-talspoeter kunde knappast ha varit mer olika i temperament och stil. Walt Whitman (1819–1892) var arbetare, resenär, självutnämnd sjuksköterska under amerikanska inbördeskriget (1861–1865), och en poetisk nydanare. Hans stora arbete var Leaves of Grass, där han använder en fritt flödande vers och rader av oregelbunden längd för att skildra hur den allomfattande amerikanska demokratin. Emily Dickinson (1830–1886), å andra sidan, levde ett skyddat liv som förnäm, ogift kvinna i den lilla staden Amherst, Massachusetts. Inom en formell struktur rymmer hennes poesi klokheter, kvickheter i ett vackert språk med psykologiskt djup. Hennes verk var okonventionellt för samtidens läsare, och lite av det publicerades under hennes livstid.
1855 började German Reed Entertainments en process för att höja nivån på den (tidigare vågade) musikalgenren i Storbritannien, som kulminerade i den berömda serie av komiska operor av Gilbert och Sullivan och följdes av 1890-talet då de första Edvardianska musikaliska komedierna kom. Teaterpjäserna började snabbt att gå längre under den viktorianska perioden. Eftersom transporterna förbättrades, fattigdomen i London minskade, och gatubelysningen gjorde det säkrare att resa på nätterna, ökade antalet potentiella kunder för det växande antal teatrar enormt. Pjäser kunde köra längre och fortfarande dra publiken, vilket leder till högre vinster och mer exklusiva produktioner. Den första pjäsen att spelas i över 500 föreställningar var komedin Our Boys, som hade premiär 1875. Dess häpnadsväckande rekord på 1 362 föreställningar besegrades 1892 av Charleys tant. Flera av Gilbert och Sullivans komiska operor bröt 500-föreställningsgränsen, som börjar med H.M.S. Pinafore 1878, och Alfred Cellier och B. C. Stephensons succé från 1886, Dorothy, spelades i 931 föreställningar. Efter W.S. Gilbert, blev Oscar Wilde den ledande poeten och dramatikern i slutet av den viktorianska perioden. Framför allt Wildes pjäser som fortfarande spelas, till skillnad från många bortglömda författare från den viktorianska eran, och har en mycket närmare relation till de edwardianska dramatikerna som den irländske pjäsförfattaren George Bernard Shaw (1856–1950), vars karriär började under det sista decenniet av det 1800-talet. Wildes komiska mästerverk, Mister Earnest (1895), sätter upp en ironisk spegel mot aristokratin och visar hur Wilde behärskade både kvickhet och paradoxal vishet.

### Vormärz
Vormärz (från tyskans före mars) betecknar i litteraturhistorien den tilltagande politiska, oppositionella diktningen i Tyskland i upptakten till marsrevolutionen, Tyska revolutionen 1848–1849, främst då åren från 1830.
Särskilt förknippad med begreppet Vormärz är en grupp liberalt sinnade författare som kom att kallas Junges Deutschland (Unga Tyskland). Deras diktning efter den franska Julirevolutionen 1830 ledde till att deras verk förbjöds genom ett riksdagsbeslut 1835. Dessa var Heinrich Heine, Karl Gutzkow, Heinrich Laube, Theodor Mundt och Ludolf Wienbarg. Även Ludwig Börne räknades till denna inofficiella gruppering. Också Gustav Kühne stod dem nära.
Georg Büchner räknade sig själv inte till Junges Deutschland, men det fanns vissa anknytningspunkter, varför han ändå ofta nämns tillsammans med dem.

### Naturalism
Naturalismens genombrott kom under slutet av 1800-talet. Den företrädde en mer radikal stil än den poetiska realismen, som förebråddes för att vara alltför borgerlig och konservativ. Socialrealismen var ett betydande inslag, allt i samhället skulle granskas, alla skavanker lyftas fram på ett så verklighetstroget vis som möjligt. Med detta bröt man också med vad som traditionellt uppfattats som god smak och traditionell konstuppfattning. Nytt var också direkt återgivet talspråk och dialekt i verken.
Naturalismen växte inte till någon större litterär riktning i Tyskland, men mest betydande blev den inom dramatiken, där särskilt Gerhart Hauptmann ska nämnas, med verk som Vävarna.

### Symbolism

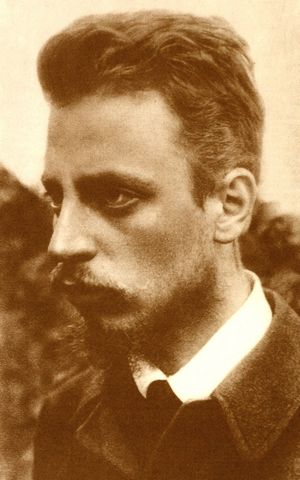
Rainer Maria Rilke.

Symbolismen utvecklades under slutet av 1800-talet som en reaktion mot naturalismens realistiska verklighetsskildring. Man sökte här en "renare" konst, som skulle tala direkt till känslan, till skillnad från naturalismens sakliga beskrivningar. Stor vikt lades vid skönhet och form. Symbolismen var influerad av fin de siècle och hade inom bildkonsten beröringspunkter med Jugendstilen, varför den ibland också kallas litterär Jugendstil. Exempel på tyskspråkiga författare här är Stefan George, Hugo von Hofmannsthal och Rainer Maria Rilke.

### Heimatkunst
Heimatkunst (hembygdskonst) var en litterär riktning, med höjdpunkt 1890–1910, inom den mer omfattande så kallade völkische Bewegung (folkliga rörelsen). Den var starkt politisk, med en antimodernistisk, nationalistisk och etnocentrisk hållning. Heimatkunst uppstod som en litterär reaktion på naturalismen och vad man uppfattade som dekadent, intellektualiserande storstadslitteratur och man sökte en litteratur som uppfattades mer folklig och förankrad i hembygd och natur. Den kan ses som en föregångare till Nazitysklands Blut und Boden-litteratur. Två ledargestalter inom Heimatkunst var Adolf Bartels och Friedrich Lienhard.

### Modernism
1900-talet innebar större betoning på symbolism och psykologiska insikter i rollfigurerna.
Den engelska litterära modernismen utvecklades i början av 1800-talet ur en allmän känsla av missnöje med den viktorianska erans inställningar kring visshet, konservatism, och tro på idén om en objektiv sanning. Rörelsen påverkades av idéer av bland andra Charles Darwin (1809–1882), Ernst Mach (1838–1916), Henri Bergson (1859–1941), Friedrich Nietzsche (1844–1900), James George Frazer (1854–1941), Karl Marx (1818–1883) (Kapitalet, 1867), och Sigmund Freuds (1856–1939) psykoanalytiska teorier. Kontinentens konstströmningar, impressionismen och senare kubismen hade också en viktig roll. Viktiga litterära föregångare till modernismen var: Fjodor Dostojevskij (1821–1881), Walt Whitman (1819–1892); Charles Baudelaire (1821–1867); Rimbaud (1854–1891) och August Strindberg (1849–1912).

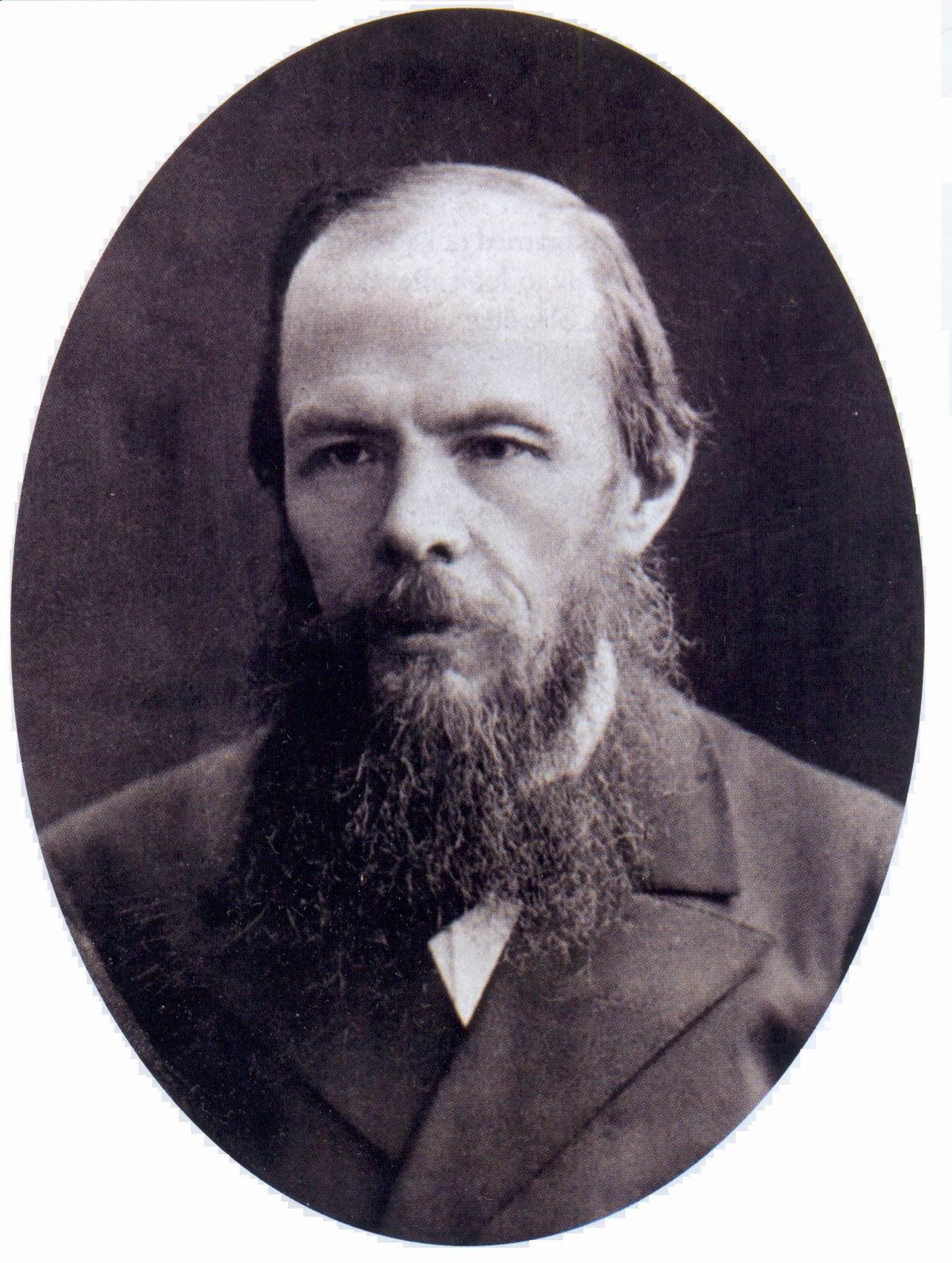
Fjodor Dostojevskij.
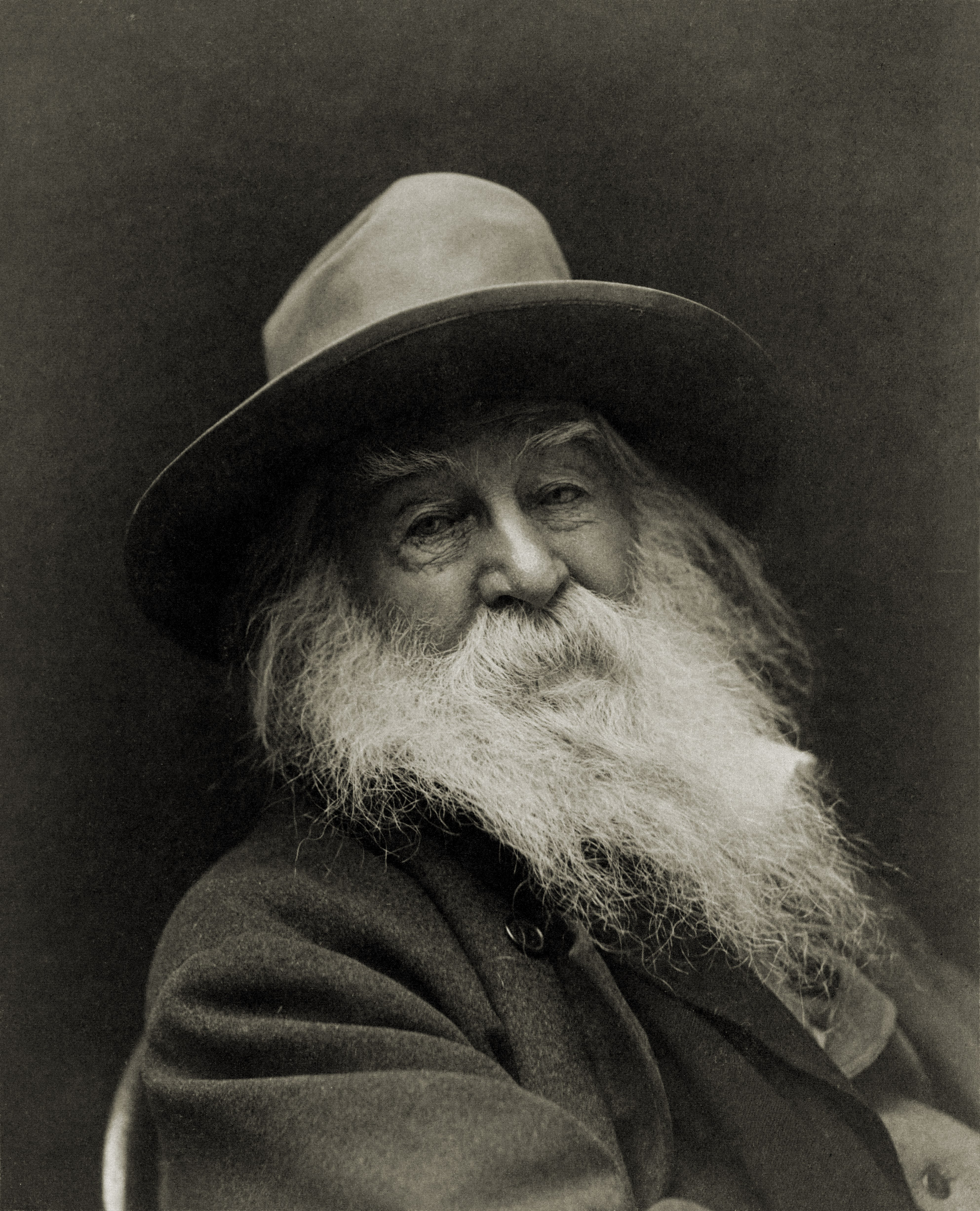
Walt Whitman.
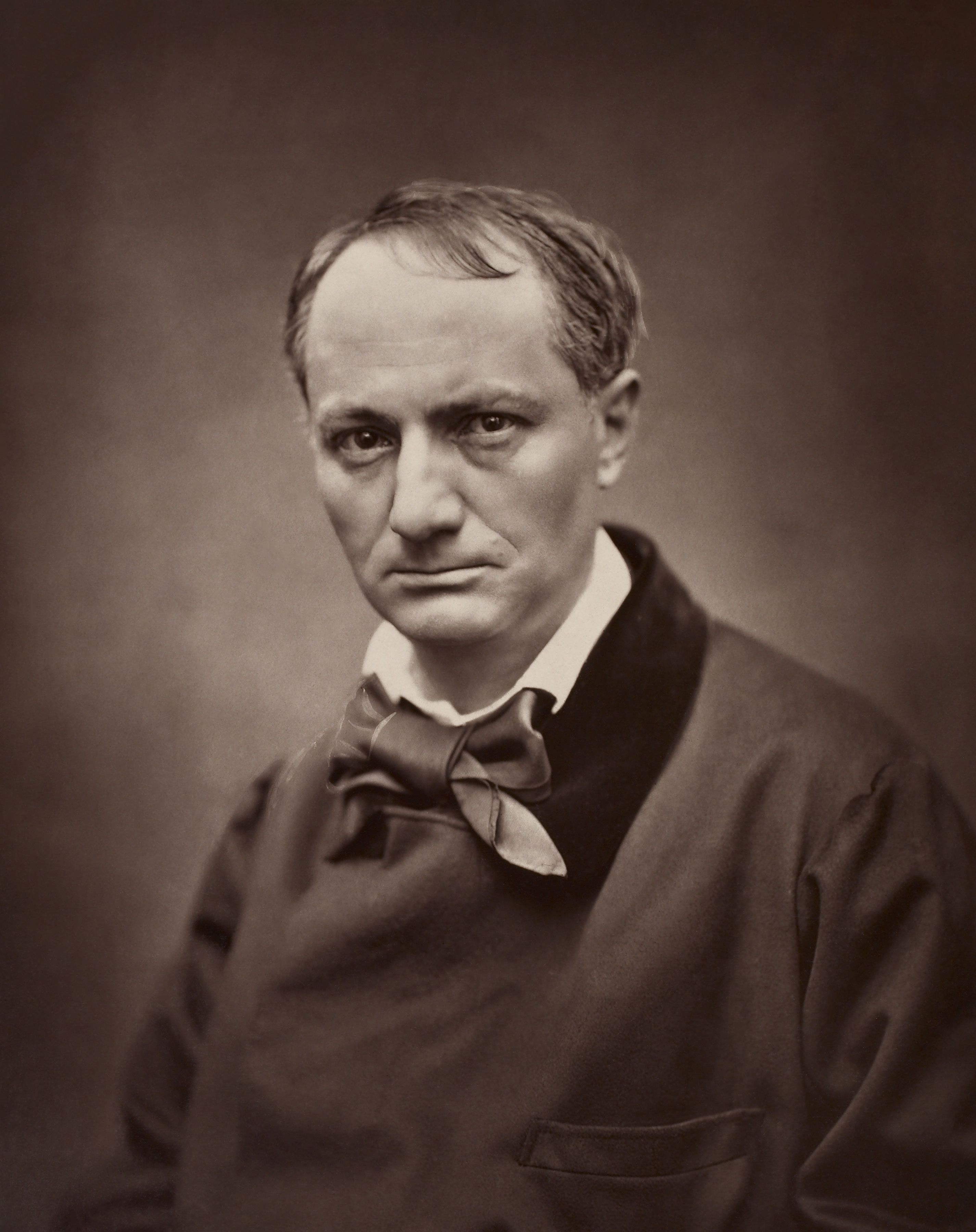
Charles Baudelaire.
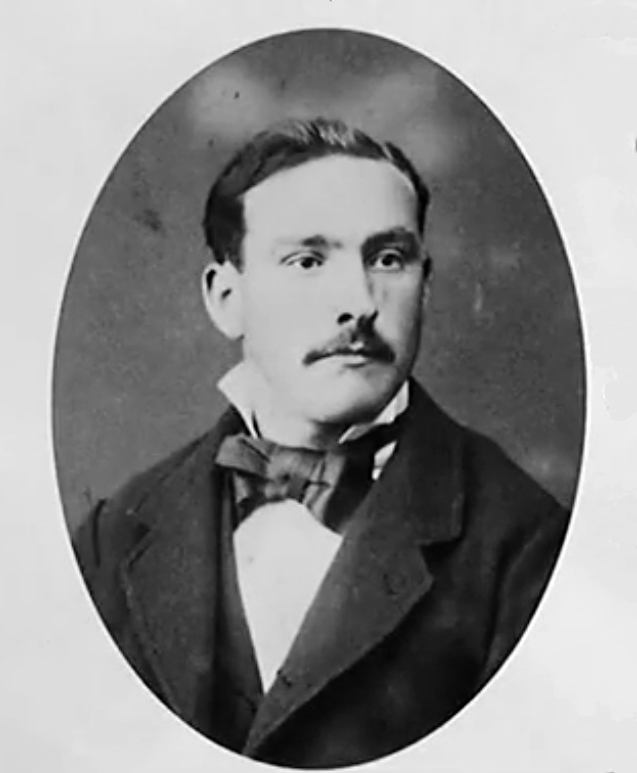
Arthur Rimbaud.
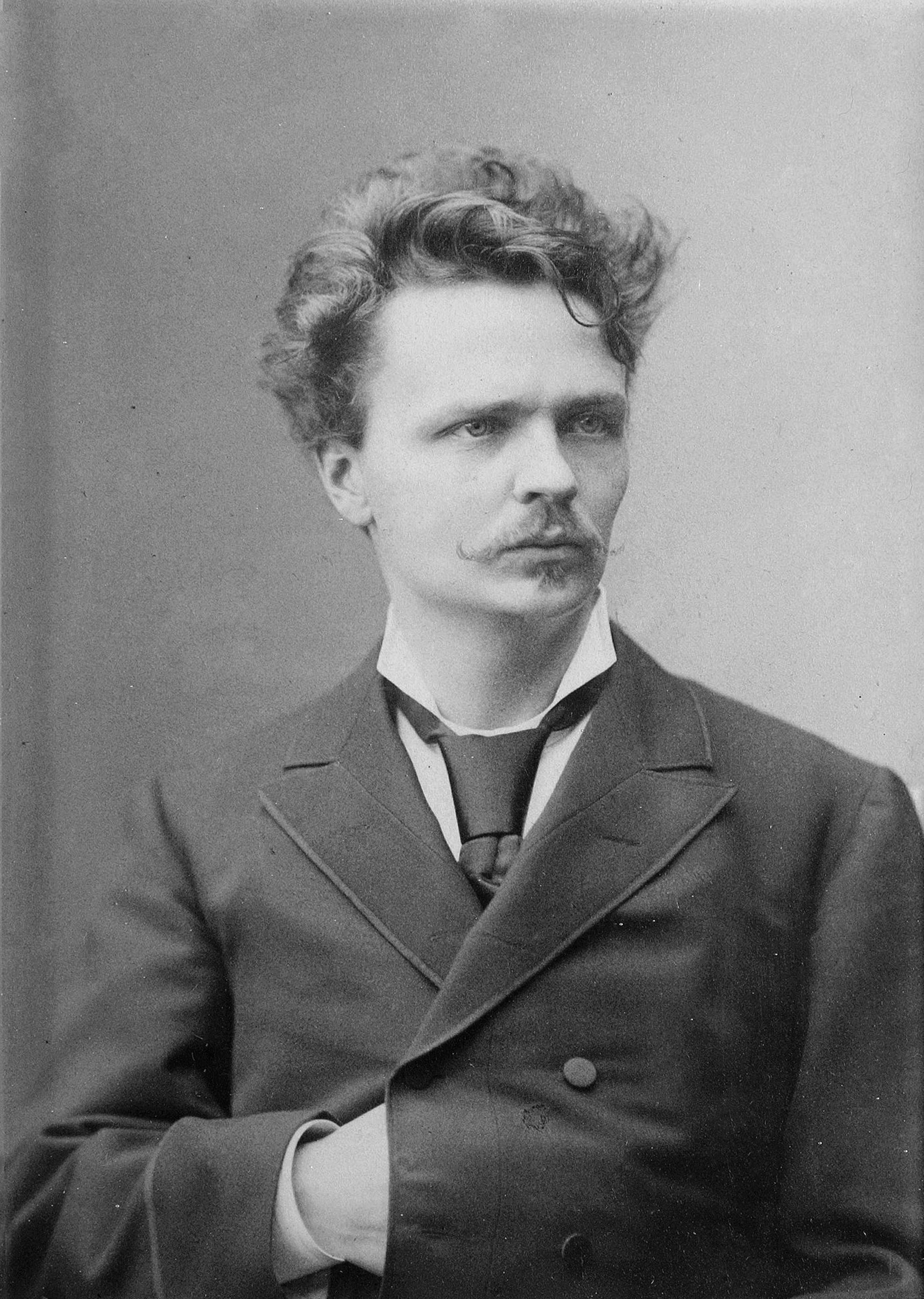
August Strindberg.

Bland de författare som inte anses vara modernister under den här tiden finns H.G. Wells (1866–1946), John Galsworthy (1867–1933), (Nobelpris i litteratur 1932), som skrev Forsytesagan (1906–1921), och E.M. Forster (1879–1970), men Forsters arbete "anses ofta ha både modernistiska och viktorianska inslag". I Forsters mest kända verk, En färd till Indien, 1924, presenteras flera utmaningar till imperialismen, medan hans tidigare romaner undersökt begränsningar och hyckleri i det edvardianska samhället i England. Den mest populäre brittiske författaren under de första åren av 1900-talet var utan tvekan Rudyard Kipling (1865–1936), en mycket mångsidig författare av romaner, noveller och dikter.
Bland de författare som, tillsammans med Joseph Conrad, räknas till de viktiga tidiga modernisterna, finns Dorothy Richardson (1873–1957), vars roman Pointed Roof (1915) är ett av de tidigaste exemplen på tekniken inre monolog, och D.H. Lawrence (1885–1930), som publicerade Regnbågen 1915, även om den omedelbart blev konfiskerad av polisen och Kvinnor som älska 1920. År 1922 kom irländaren James Joyces viktiga modernistiska roman Ulysses. Ulysses har kallats "en demonstration och summering av hela rörelsen".
Samuel Beckett (1906–1989) publicerade sitt första större verk, romanen Murphy 1938. Samma år publicerades Graham Greenes (1904–1991) första stora roman Brighton Rock. 1939 publicerade James Joyces Finnegans Wake, i vilken han skapade ett speciellt språk för att beskriva medvetandet hos en drömmande karaktär. Det var också 1939 som en annan irländsk modernistisk poet, W. B. Yeats, dog. Den brittiske poeten W.H. Auden (1907–1973) var en annan betydande modernist på 1930-talet.

#### Expressionism (cirka 1910–1920)
Expressionismen uppstod kring 1910 som en antiborgerlig, antinationalistisk rörelse och vände sig mot industrialismens avhumanisering.
Exempel på författare med expressionistiska verk är Johannes R. Becher, Gottfried Benn, Alfred Döblin, Albert Ehrenstein, Walter Hasenclever, Georg Heym, Heinrich Eduard Jacob, Else Lasker-Schüler, August Stramm och Georg Trakl. Stilen är inte entydigt definierad och vissa fall räknas en del verk av Heinrich Mann, Franz Kafka eller Arnolt Bronnen till expressionismen.

#### Dadaism (1916–mitten av 1920-talet)
Dadaismen grundades 1916, mitt under första världskriget, av författare och konstnärer på Cabaret Voltaire i Zürich, i det neutrala Schweiz. I protest mot det samhälle som frambringat det förödande kriget, angrep man den borgerliga kultur som man menade låg bakom förödelsen. Det skedde i dadaisternas fall genom medveten destruktion av konstens ideal, till en antikonst. Bland tyskspråkiga författare som var verksamma inom dadaismen kan bland andra nämnas Hugo Ball, Hans (Jean) Arp, Richard Huelsenbeck och Emmy Hennings.

### Modern epik
Parallellt med programmatiskt traditionsbrytande strömningar under förmodernism och modernism, kom också verk som inte var lika experimentella eller renodlade i sin riktning, utan mer var vidareutvecklingar med äldre former som bas. Här kan nämnas författare som Rainer Maria Rilke, Heinrich Mann, Thomas Mann, Hermann Broch, Robert Musil, Franz Kafka och Hermann Hesse.

### Den nya sakligheten (1920- och 1930-talen)
Efter första världskrigets förödelse, och som reaktion mot den tidigare expressionismen, kom en ny riktning, med en strävan efter en nyktrare samhällsskildring, med mer saklighet och illusionslöshet, den så kallade Nya sakligheten (Neue Sachlichkeit).

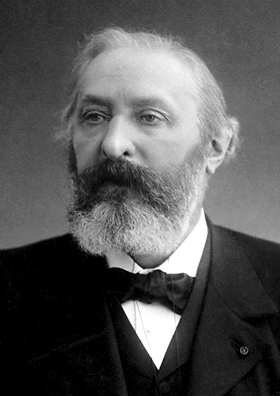
Sully Prudhomme, som erhöll det första nobelpriset i litteratur 1901.

I På västfronten intet nytt skildrade Erich Maria Remarque illusionslöst första världskrigets vardag. Andra viktiga författare under denna tid var Alfred Döblin, Hans Fallada, Erich Kästner, Bertolt Brecht (bland annat den berömda Tolvskillingsoperan) och Carl Zuckmayer. Thomas Mann tog nu avstånd från sin tidigare nationalism och bekände sig till demokratin i romanen Bergtagen.
Från och med 1901 delas nobelpriset i litteratur ut.
Arthur Conan Doyles rollfigur Sherlock Holmes är en lysande London-baserad "konsulterande detektiv", berömd för sin intellektuella förmåga. Conan Doyle skrev fyra romaner och 56 noveller med Holmes som huvudperson under åren 1880 till 1907, med ett sista fall 1914. Alla utom fyra Holmes-berättelser berättas av Holmes vän, assistent, och levnadstecknare, Dr. Watson. Holmes tillhör de rollfigurer som har filmatiserats mest.
Under början av 1900-talet utvecklades pappersmassa-pappret som var grövre och därför billigare. Det här ledde till en ökning i utgivningen av framför allt billig litteratur för stora läsarskaror. Förlaget Penguin Books var ett av de första att satsa på pocketböcker.
Barn- och ungdomslitteratur utvecklades till en egen genre. Vissa verk blev internationellt kända, såsom Lewis Carrolls Alice i Underlandet (1865) och dess uppföljare Alice i Spegellandet. Robert Louis Stevensons (1850–94) Skattkammarön (1883) är ett klassiskt piratäventyr. Vid slutet av den viktorianska eran och i början av den edvardianska eran, blev författaren och illustratören Beatrix Potter känd för sina barnböcker med djur i huvudrollerna. Hon publicerade bland annat den mycket framgångsrika boken om Pelle Kanin (1902).
Under det tidiga 1900-talet, när homosexualitet var förbudet i Sverige, använde författare som Karin Boye olika former av omskrivningar för att skildra kärleksskildringar mellan personer av samma kön.

## Mellankrigslitteratur i Afrika

### Négritude

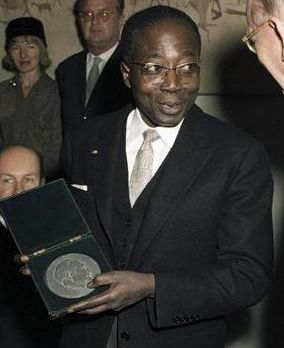
Léopold Sédar Senghor.

Négrituderörelsen var den första och viktigaste av de moderna litteraturströmningarna i Afrika. Den uppstod i 1930-talets Paris bland studenter från Karibien och Västafrika, och tog inspiration bland annat från negrismo-rörelsen, som uppstått på Kuba 1927. Rörelsens mål var att återge afrikanerna deras självkänsla genom att göra dem stolta över sin kultur. Dessutom var den viktig för att ge afrikaner argument mot kolonialisternas anspråk på kulturell överlägsenhet. Framför allt motsatte man sig den franska assimileringspolitiken, där afrikaner uppmuntrades att ta avstånd från allt som var afrikanskt och i stället vända sig till den franska kulturen, och man ogillade även den äldre generationens villighet att göra detta.
I stället ville man återuppväcka den afrikanska kulturen, som ansågs vara något helt annat än materialismen och själlösheten i väst. Västerländska litterära värderingar som individualism, skepticism, materialism och förnuft byttes ut mot ”afrikanska” värden som rytm, känsla, andlighet och sinnlighet. Samtidigt hade många västerländska intellektuella efter första världskriget vänt sig mot den europeiska kulturen, som orsakat så mycket lidande, och letade i stället inspiration hos främmande kulturer. Bland de europeiska författare som intresserade sig för det afrikanska fanns D.H. Lawrence, Blaise Cendrars och André Breton, och i konsten tog Pablo Picasso och kubisterna stort intryck av den afrikanska konsten.
En förgrundsgestalt för négrituderörelsen var senegalesen Léopold Sédar Senghor, som förutom att bli rörelsens främsta teoretiker även är en av Afrikas viktigaste poeter.

### Portugisiskspråkig litteratur
Portugisiska har som språk en lång historia i Afrika. Redan i slutet av 1400-talet hade portugiserna kontakt med Afrika, men först under mellankrigstiden började afrikansk litteratur på portugisiska ges ut. Denna utgivning skedde nästan enbart i Portugal. Négrituderörelsen var viktig för att stärka självkänslan i de portugisiska kolonierna, där kolonialmakten var mer brutal än i övriga Afrika. En litterär tradition fanns i det lusofona Afrika redan på 1950-talet. Villkoren var ofta lika dåliga för de portugisiska invandrarna som för de infödda afrikanerna, varför en sorts jämlikhet uppnåddes åtminstone i storstäderna, i vars slumområden vita, svarta och mulatter bodde sida vid sida.

## Under nazi-regimens tid (1933–1945)

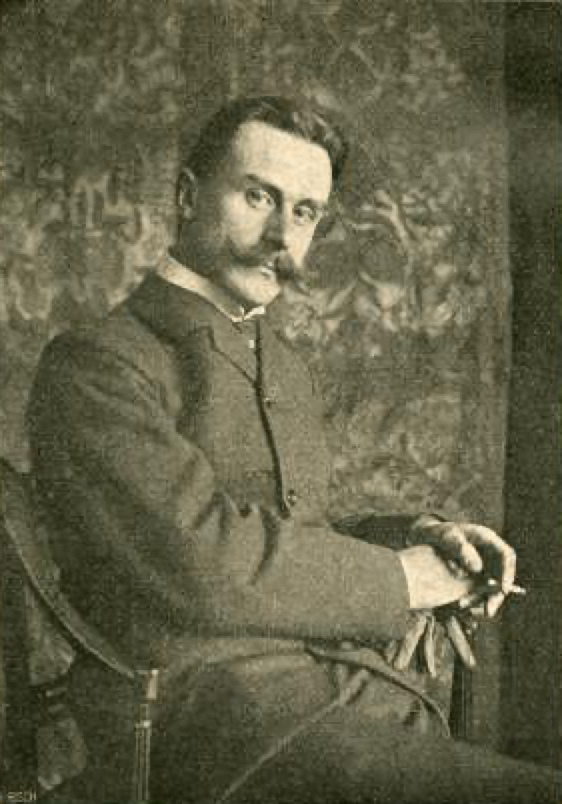
Thomas Mann.

Åtminstone 1 500 författare tvingades fly från Nazityskland, andra mördades, vissa i koncentrationsläger, och ett antal tog sitt eget liv.
Vissa exilförfattare fortsatte att vara produktiva, som bland andra bröderna Thomas och Heinrich Mann, Bertolt Brecht, Anna Seghers, Franz Werfel och Hermann Broch, men det var också många som aldrig lyckades återuppta sitt skrivande.
De författare som stannade kvar men inte sympatiserade med nazi-regimen, tvingades vara tysta; de hamnade i vad som kallas die innere Emigration, i inre exil. Det förekom dock förtäckt regimkritik, som Werner Bergengruens Stortyrannen och rättvisan och Ernst Jüngers På marmorklipporna.

## Efterkrigstidens litteratur
Hans Fallada, pseudonym för Rudolf Ditzen, skrev 1946 Ensam i Berlin (Jeder stirbt für sich allein). Det var den först utgivna boken om motstånd mot den nazistiska regimen, som skrivits av en författare som själv levt i Tyskland under andra världskriget.

### Trümmerliteratur (1945–1950)
Den första tiden efter krigets slut präglades av så kallad Trümmerliteratur ("Trümmer" betyder "spillror" eller "ruiner"). I centrum stod ofta återvändande från krig eller fångläger, vars världsbild och tillvaro slagits i spillror, där rena överlevnaden samsas med frågor kring kollektiv skuld.
Dessutom upplevde man att nazi-tidens intensiva propaganda och utbredda språkbruk lämnat själva tyska språket i spillror. Flera verk kom därmed också att präglas av ett undvikande av ideologi och känslouttryck, av en sorts realism som trots sin saklighet ändå kunde tillåtas antyda en irrationell dimension av tillvaron. Denna litteratur definieras ibland som Kahlschlagliteratur (kalhyggelitteratur), som distinktion gentemot annan Trümmerliteratur.
Några av de främsta företrädarna för denna tidiga efterkrigslitteratur var Heinrich Böll, Wolfgang Borchert, Hermann Kasack, Erich Kästner, Günter Eich och Wolfdietrich Schnurre.

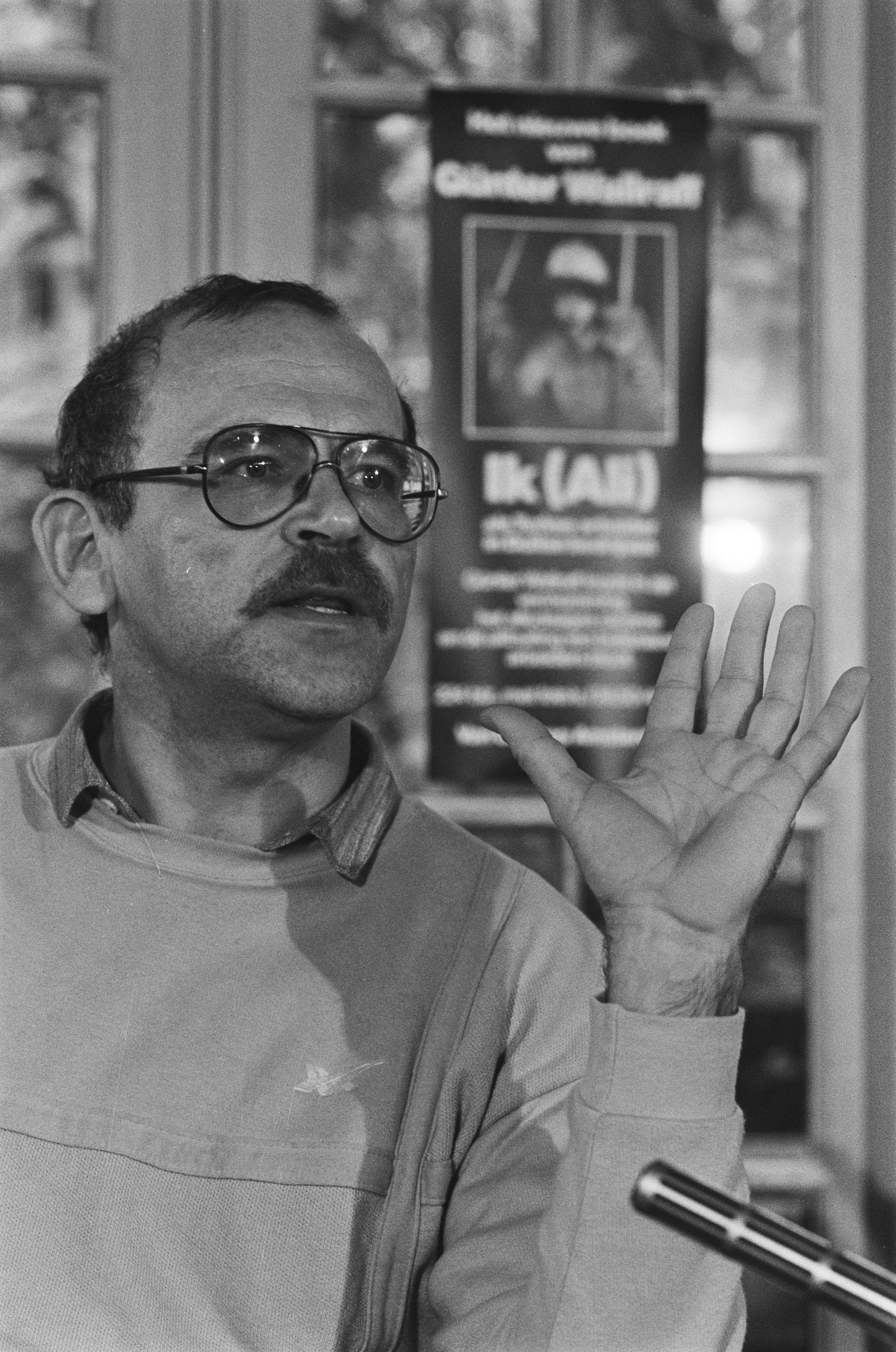
Günter Wallraff, vars reportage under tagen identitet fått ge namn åt en särskild sorts journalistik.

#### Förbundsrepubliken Tyskland (Västtyskland)
I västra Tyskland bildades 1947 Gruppe 47. Gruppen kom att dominera Västtysklands litteraturvärld. Under tjugo års tid träffades tyskspråkiga författare under Hans Werner Richters ledning för att diskutera och kritisera varandras verk.
När de första åren efter kriget passerat riktades litteraturens uppmärksamhet åter mot samtiden. Under 1950-talet märktes detta hos författare som t.ex. Heinrich Böll, Siegfried Lenz, Christine Brückner och Martin Walser.
Under 1960-talet kom ett större engagemang för arbetarnas villkor. Dortmunder Gruppe 61 bildades 1961 för att främja arbetarlitteraturen. Här ingick bland andra Max von der Grün och journalisten Günter Wallraff med sina berömda reportage. Kända författare började engagera sig i dagspolitiken, som t.ex. Günter Grass. Bland andra politiskt engagerade författare vid den här tiden kan nämnas Hans Magnus Enzensberger, Erich Fried, Peter Weiss och Rolf Hochhuth.

### Postkolonial litteratur i Afrika
Efter kolonialismens fall spred sig en eufori över Afrikas kontinent. Man hade stora förväntningar på framtiden, och litteraturen, som fram till dess hade varit agiterande och vänt sig till utlänningar för att få över dem på självständighetsrörelsernas sida, vände sig nu i stället till afrikaner. Självständighetsyran kom emellertid snart att vändas i besvikelse när folk insåg att maktstrukturerna knappast förändrats efter självständigheten. Det ekonomiska herraväldet ägdes fortfarande av européerna. På 1970-talet blev litteraturen därför alltmer radikal, och romaner med socialistisk och kommunistisk syn på samhället övervägde långt in på 1980-talet. På 1980-talet gick många författare tillbaka till rötterna, och den historiska romanen blev alltmer populär. Författarna gick under denna tid tillbaka i historien för att rätta européernas felaktiga bild av kontinenten. Samtidigt återupptäcktes den traditionella muntliga litteraturen, och i slutet av årtiondet och början av 1990-talet kom flera yngre författare med verk som influerats av den inhemska litteraturtraditionen, bland annat nigerianske Ben Okri från yorubafolket och zimbabwiske Chenjerai Hove från shonafolket.
Mot 1980-talets slut uppmärksammades även kvinnorna mer i litteraturen, då den sydafrikanska Zoë Wicomb och den zimbabwiska Tsitsi Dangarembga gav ut sina debutromaner. Sedan dess har flera andra kvinnor, som nigerianska Chimamanda Ngozi Adichie och sydafrikanska Marlene van Niekerk, nått stora internationella framgångar.
Ofta hålls nigerianen Amos Tutuolas The Palm-Wine Drinkard and His Dead Palm-Wine Tapster in the Deads’ Town (1952) som början av den västafrikanska romanvågen på engelska. Tutuola skrev med inspiration från yorubafolkets sagor omtumlande spökhistorier på en oortodox ”afrikansk engelska”, och hans yviga stil berömdes som banbrytande, men han fick få efterföljare och kan anses som en litterär återvändsgränd. 1954 publicerades Cyprian Ekwensis första roman, People of the City. Ekwensi skrev åtta romaner om livet i staden och nigeriansk politik, men väckte inte lika stor uppmärksamhet som en annan nigerian, Chinua Achebe, vars första roman Things Fall Apart (1958) skildrar kolonialismens intåg och det gamla samhällets nedgång. Things Fall Apart blev första delen i en romancykel om Nigerias historia, och följdes av No Longer at Ease (1960) om vägen till självständighet för Nigeria, Arrow of God (1964) om kolonialtiden på 1920-talet, och A Man of the People (1966) om tiden efter självständigheten.

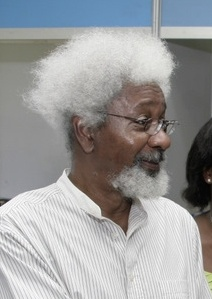
Wole Soyinka.

Allra mest berömmelse av de nigerianska författarna har emellertid 1986 års nobelpristagare Wole Soyinka fått. Soyinka har skrivit såväl romaner som dramatik och lyrik, och hämtar mycket stoff från yorubafolkets myter och sagor. Han ger en bild av ett Afrika där stamsamhället får ge vika för det koloniala samhället, vars livsstil även efter självständigheten utgör normen på kontinenten. Bland hans främsta verk finns romanerna The Interpreters (1965) och Season of Anomy (1973), samt dramerna The Swamp Dwellers, The Lion and the Jewel (båda från 1950-talet), A Dance of the Forests (1961), The Road (1965), Kongi’s Harvest (1967) och Death and the King’s Horsemen (1975). Soyinkas dramatik kan sägas kombinera afrikanska och västerländska traditioner, och han har även gjort en afrikansk version av Euripides Backanterna.

#### Östafrika
Den östafrikanska litteraturen har inte fått lika mycket uppmärksamhet som den västafrikanska, och först på 1960-talet uppstod skönlitteratur på engelska i Östafrika. Att östafrikansk litteratur inte uppmärksammats i lika hög grad som övrig afrikansk litteratur kan till viss del ha att göra med att östafrikanerna ofta skrivit på inhemska afrikanska språk, bland annat swahili och kikuyu.
Makerereuniversitetet i Kampala i Uganda, grundat redan 1939, var den tidiga östafrikanska litteraturens plantskola. Till universitetet kom studenter från hela Brittiska Östafrika: Uganda, Kenya, Tanganyika och Zanzibar. Universitetet gav kurser i engelsk litteratur, och i studenttidningen Penpoint publicerade sig många aspirerande östafrikanska författare. Ngugi wa Thiong’o från Kenya var bland de första redaktörerna för tidningen, och skrev själv bidrag till den. Vid andra universitet i Östafrika började allt fler litterära tidskrifter ges ut. Man hade dock svårt att komma förbi de strikta regler för det engelska språket som man lärt sig på universiteten.
1962 hölls en afrikansk författarkonferens i Kampala. Här träffade östafrikanerna författare och förläggare från det övriga Afrika, Karibien och USA, och tog inspiration från dessa. Två år senare gavs Ngugis roman Weep Not, Child (på svenska Upp genom mörkret, 1981) ut. Romanen var den första som publicerats på engelska av en östafrikansk författare. Grace Ogot debuterade 1966 med romanen The Promised Land, och blev därigenom områdets första publicerade kvinnliga författare.
Man tröttnade allt mer på den ensidiga litteraturundervisningen på universiteten, och 1969 skedde en smärre revolution vid planeringskonferensen för universiteten i Makerere, Nairobi och Dar es-Salaam. Man kastade ut undervisningen i brittisk litteratur, och satte i stället afrikansk litteratur i centrum. Några år senare gjorde man detsamma i Kenyas grundskolor.

#### Sydafrika
I Sydafrika skapade apartheidsystemet och spänningarna mellan de olika etniska grupperna en särskild utveckling av litteraturen. Den sydafrikanska litteraturen har på grund av detta varit full av ilska, protest och kampvilja, men också av hopp.

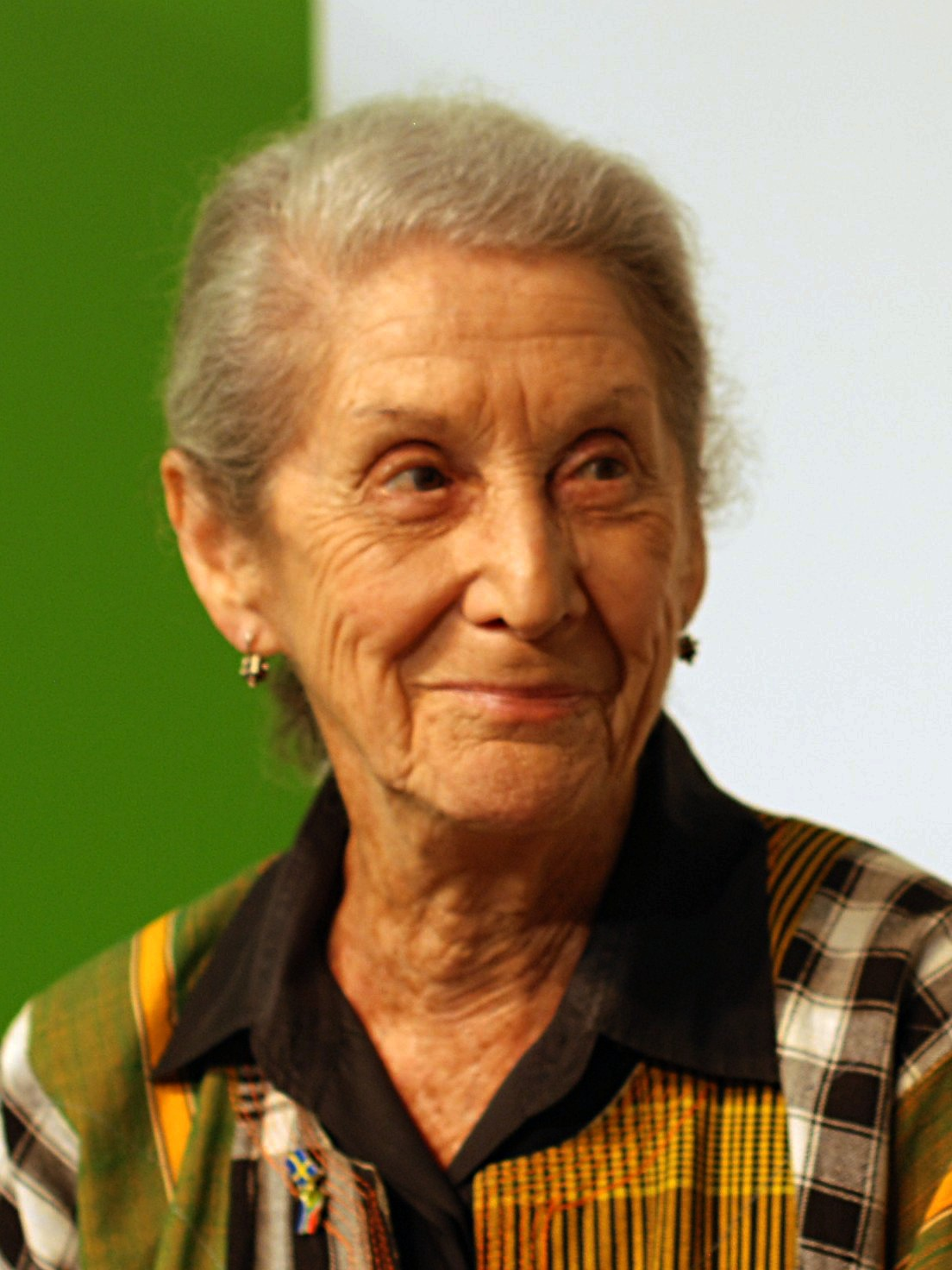
Nadine Gordimer.

Tidiga viktiga oppositionsförfattare var svarta författare som Peter Abrahams och Ezekiel Mphahlele och vita liberaler som Alan Paton och Nadine Gordimer.
André Brink, som förutom på engelska skriver på afrikaans, tillhör en yngre generation, och angriper raspolitiken med både raseri och elegans. En annan berömd afrikaansspråkig författare är Breyten Breytenbach, som framför allt skrivit lyrik, men som ändå har fått mest uppmärksamhet för personligt hållna prosaverk som Seisoen in die Paradys (”En tid i paradiset”, 1976) och True Confessions of an Albino Terrorist (1984) samt End Papers (1985).
J.M. Coetzee har skrivit flera allegorier över Sydafrikas historia, bland annat Dusklands (1974) om folkmordet på khoikhoifolket och Waiting for the Barbarians (1980). Coetzee tilldelades Nobelpriset i litteratur 2003. ANC-politikern Alex La Guma har skrivit flera verk som skildrar livet för svarta under apartheid-eran. Till de främsta hör A Walk in the Night (1962), The Stone Country (1963) och In the Fog of the Season’s End (1972).

### Postmodernismens litteratur
Postmodern litteratur är både en fortsättning av det experiment som förespråkas av författarna i den modernistiska perioden (som i hög grad förlitar sig på till exempel fragmentering, paradoxer, tvivelaktiga berättare, etc.) och som en reaktion mot upplysningens idéer som fanns implicit i den modernistiska litteraturen. Den postmoderna litteraturen, som postmodernismen som helhet, är svår att definiera och det råder stor oenighet kring dess exakta egenskaper, omfattning och vikt. Bland postmoderna författare finns amerikanerna Henry Miller, William S. Burroughs, Joseph Heller, Kurt Vonnegut, Hunter S. Thompson, Truman Capote och Thomas Pynchon.

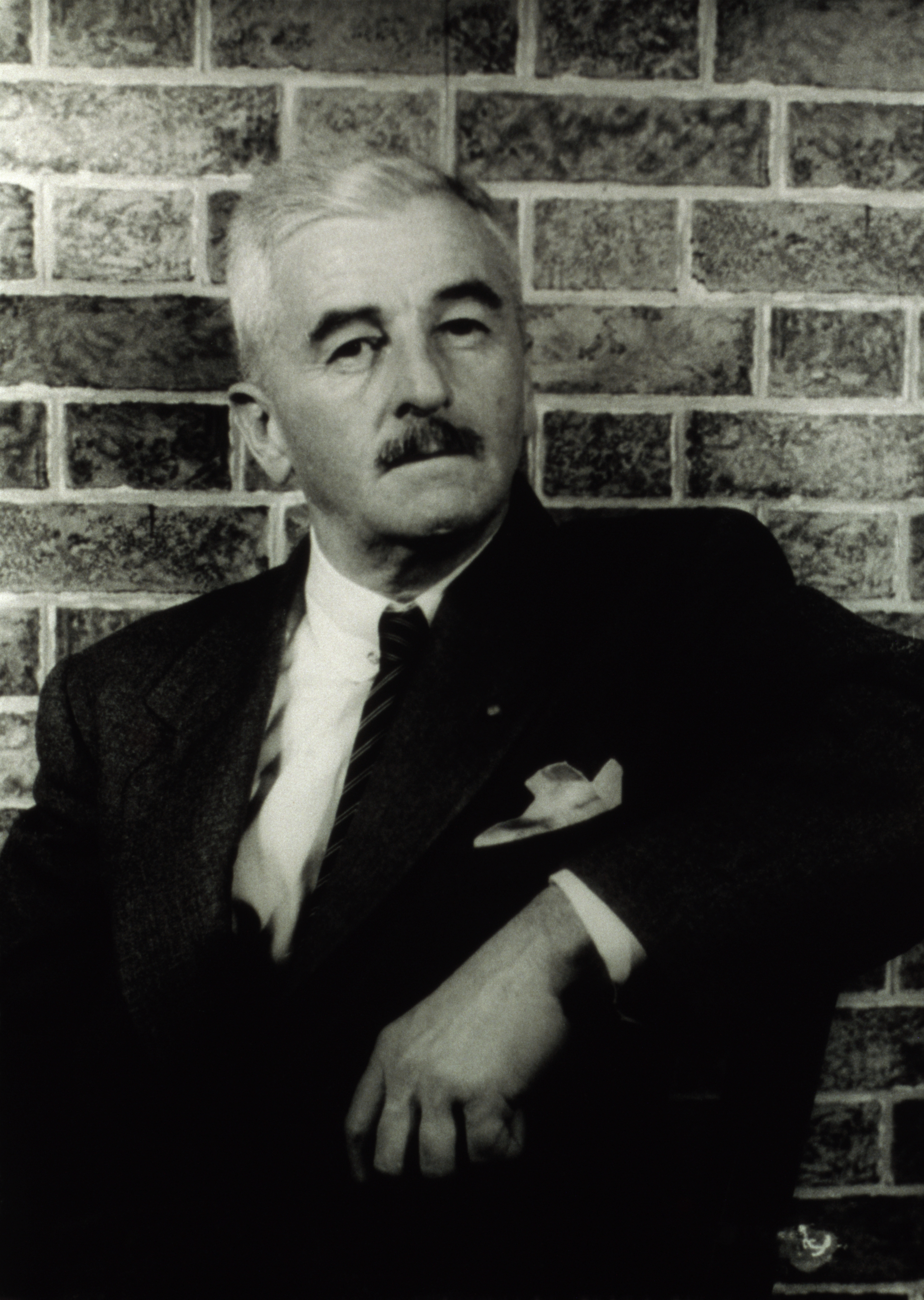
William Faulkner

I Nordamerika producerade William Faulkner och Ernest Hemingway romaner som inspirerat flera efterföljare. Faulker skrev i den modernistiska traditionen, medan Hemingway var en pionjär med sin så kallade isbergstekniken, något som bland annat fick efterföljare inom det som har kallats den hårdkokta skolan. Bägge fick nobelpriset i litteratur.
Det absurda dramat I väntan på Godot (1955), av den irländska författaren Samuel Beckett påverkade det brittiska dramat djupt. Bland annat påverkades Harold Pinter (född 1930), (Födelsedagskalaset, 1958), vars verk ofta kännetecknas av hot eller klaustrofobi. Beckett har också påverkat Tom Stoppard (född 1937) (Rosencrantz och Gyllenstjärna är döda, 1966). Stoppards verk är dock också kända för sin uppsluppna humor och stora utbud av intellektuella frågor som han behandlar i olika pjäser.
Bland de facklitterära författare som rönt mest uppmärksamhet med början under 1900-talets första del finns namn som Napoleon Hill, vars bok Tänk rätt, bli framgångsrik! (1937) var med och startade en våg av självhjälpslitteratur, med efterföljare såsom Stephen Coveys 7 goda vanor (1989) och Deepak Chopras Transcendental Meditation-inspirerade böcker (1980-talet och framåt).
En annan produktiv författare är L. Ron Hubbard, vars böcker under rubriken dianetik (varav den första publicerades 1950) skapat den kontroversiella Scientologirörelsen, med drag från Hubbards bakgrund som kiosklitteraturförfattare.

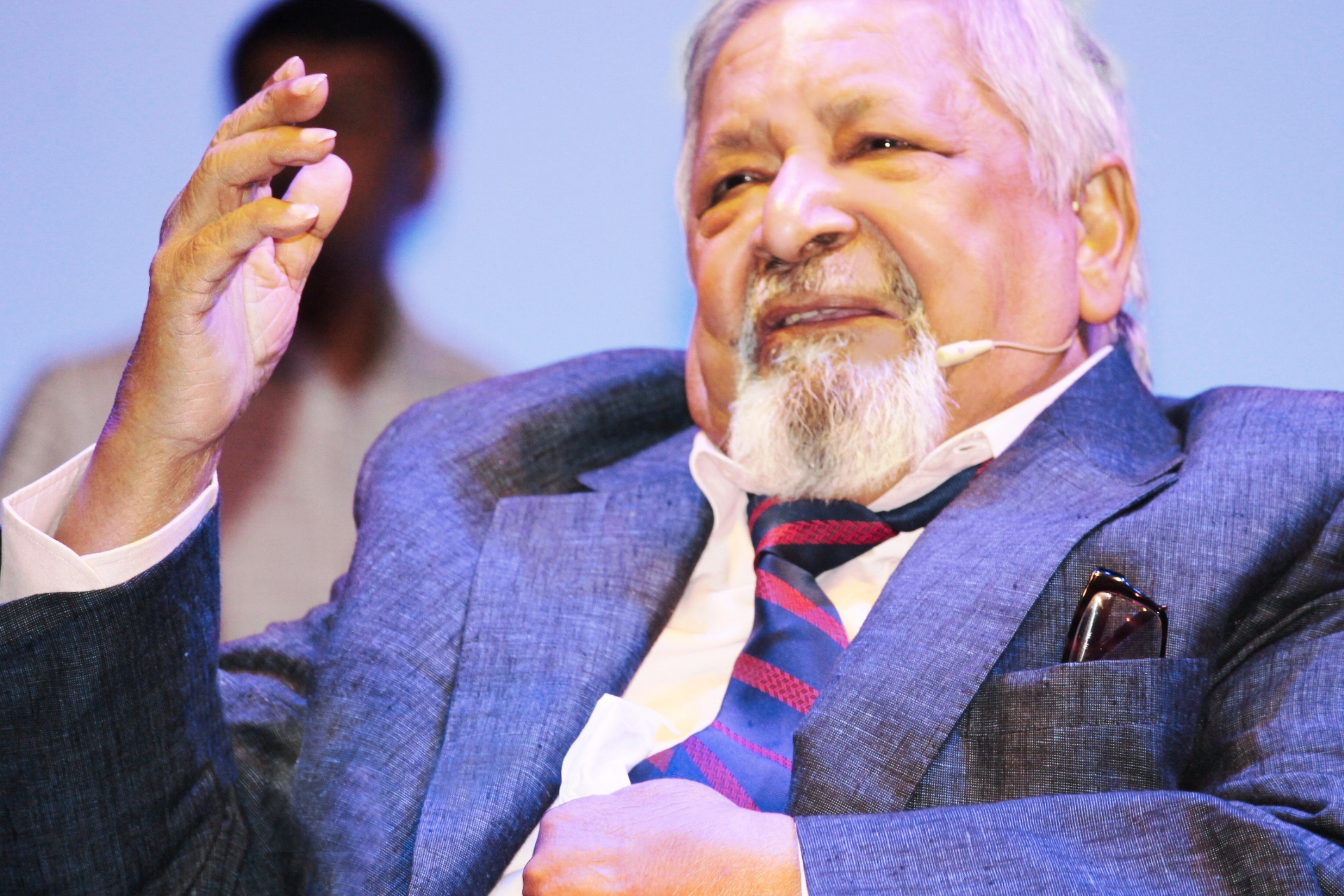
V. S. Naipaul.

Salman Rushdie är en annan författare som framträdde efter andra världskriget från en forna brittiska koloni (Indien) som permanent bosatte sig i Storbritannien. Rushdie uppnådde berömmelse med Midnattsbarnen 1981. Hans mest kontroversiella roman Satansverserna 1989, var delvis inspirerad av Muhammeds liv. V. S. Naipaul (född 1932), född i Trinidad, var en annan invandrare, som bland annat skrev Där floden flyter förbi (1979). Naipaul vann Nobelpriset i Litteratur 2001.
Efter framgångarna med Sherlock Holmes har deckargenren utvecklats med författare som Agatha Christie (1890–1976), som var en viktig författare av kriminalromaner, -noveller och -pjäser. Dels var hon produktiv med 80 detektivromaner såväl som framgångsrika pjäser för teatrarna i West End, dels var hon innovativ vad gäller berättargrepp inom deckargenren. Hennes rollfigurer Hercule Poirot och Miss Marple förekommer fortfarande i mitten på 2010-talet i nya berättelser av andra författare. Andra författare inom genren är Ellery Queen, John Dickson Carr och Dorothy Sayers som mellan 1930- och 1970-talen (men i synnerhet fram till andra världskriget) betraktades som några av de främsta inom deckarens guldålder. Andra nyligen uppmärksammade författare i denna genre är Ruth Rendell, P. D. James och skotten Ian Rankin. Erskine Childers Sandbankarnas gåta (1903), är ett tidigt exempel på spionromaner. En annan framstående författare i spiongenren var John le Carré, och inom thrillergenren skapade Ian Fleming 1953 rollfiguren James Bond.
Bland de mest betydande författarna i genren fantasy var J.R.R. Tolkien som skrev Bilbo och Sagan om ringen.

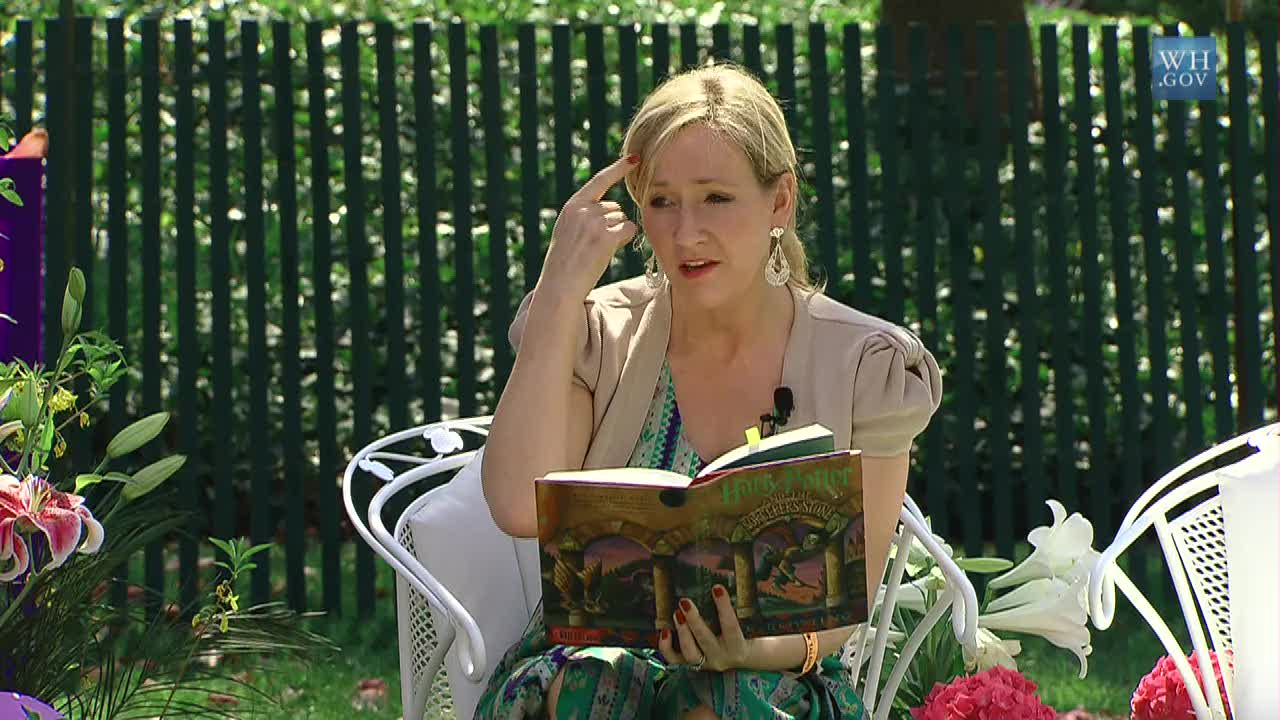
J. K. Rowling, som skrev de populära böckerna om Harry Potter.

En av de bäst säljande engelskspråkiga författarna någonsin fick sin debut 1997 med ungdomsboken Harry Potter och de vises sten. Boken blev början på J.K. Rowlings romanserie om den unge trollkarlen Harry Potter. Böckerna har sålt mer än 300 miljoner exemplar världen över, och har bland annat erkänts för att skapa ett intresse för läsning hos unga.
Erkända författare inom området av serietidningar är Neil Gaiman och Alan Moore. Gaiman producerar också grafiska romaner.
Under 2000-talets första decennium skedde en smärre revolution på det litterära mediaområdet. Amazon lanserade 2007 sin läsplatta Kindle, som salufördes som bokens slutgiltiga substitut. Den kom i mångt och mycket att bana vägen för e-bokens intåg. Surfplattor som Apples Ipad har fortsatt den trenden, och varje sekund beställs mer än 70 produkter online från Amazons internetbaserade bokhandel.[källa behövs] Internets spridning har vidgat begreppet litteratur, när distributionen blir friare och fenomen som bloggar och beställtryck uppstår. Robotförfattaren Philip M. Parker har författat fler än 100 000 böcker, baserat på redan tillgänglig information från internet. Den digitala texten är, till skillnad från den klassiska texten, dynamisk i det att även texten förändras. 2011 bildades den svenska e-bokhandeln dito.se, och följdes upp av e-bokhandlar på bland annat Adlibris, och Svenska Förläggareföreningen räknar med att e-boken tar omkring 5 procent marknadsandelar från den tryckta boken. Den spanska hemsidan 24symbols publicerar böcker som strömmas baserat på samma idé som Spotify erbjuder musik. Dessutom har internets spridning givit upphov till begreppet social reading, där läsaren, författaren och distributören ingår i en gemensam diskussion. Boksingeln har därutöver introducerats på marknaden.
Denna utveckling har tolkats som "bokens död", vilket tillbakavisas av forskare. I USA har både codexboken och e-boken ökat i försäljning, samtidigt som läs- och surfplattor ökar i försäljning. Den senaste utvecklingen har beskrivits som först och främst "medialt gränsupplösande" – en form av "mediakonvergens". Pelle Snickars konstaterar att "den digitala textens mediala natur […] uppenbarat att skriften (och boken) är en medieform bland andra", och kallar Kungliga biblioteket för mediearkiv snarare än bibliotek.
I och med internets intåg har författare som begrepp ändrats. Litteraturvetaren George P. Landow menar att författaren har förlorat auktoritet i förhållande till hypertexten, i och med att författaren har förlorat kontroll över texten till förmån för läsaren. Han konstaterar att Roland Barthes tes om författarens död och Michel Foucaults vidarebyggande på den samma i essän Vad är en författare? åter har blivit aktuell i och med hypertexten. Landow med flera menar också att nätet har visat att författarens död leder till läsarens födelse, och litteraturvetaren Terence Harpold menar vidare att i hypertextens värld är gränsen mellan författare och läsare inte möjlig att urskilja. Lisbeth Larsson menar dock att användningen av internet också har återskapat intresset för författaren, och att läsarens födelse snarare än författarens död har lett till författarens pånyttfödelse.